# Rote Linie (Stadtbahn Tel Aviv)
| Rote Linie mit Silhouette von Landmarken in den bedienten Städten, 2016 |                      |                                                                              |                                                                              |
| Streckenlänge: | 24 km                |                                                                              |                                                                              |
| Spurweite: | 1435 mm (Normalspur) |                                                                              |                                                                              |
| Stromsystem: | 1500 V =             |                                                                              |                                                                              |
| |                      |                                                                              |                                                                              |
| \| \| \| \| \| \| \| 0,0 \| Tachanah Merkasit Petach Tiqwah (ZOB) \| Tachanah Merkasit Petach Tiqwah (ZOB) \| \| \| \| \| \| \| \| \| Pinsker \| \| \| \| \| Krol \| \| \| \| \| Dankner \| \| \| \| \| Derech haRav Malka ↔ Rechov Kaplan \| \| \| \| \| Beilinson \| \| \| \| \| Gescher haMejtarim \| \| \| \| \| → Jarqonbahn von Rosch haʿAjin \| \| \| \| \| Depot Qirjat Arjeh der Stadtbahn Danqal \| \| \| \| \| \| \| \| \| \| Petach Tiqwah Qirjat Arjeh seit 2008 Zugang zum Itzṭadjon haMoschavah \| \| \| \| \| \| \| \| \| \| Schacham \| \| \| \| \| Shenkar \| \| \| \| \| ← Jarqonbahn nach Tel Aviv \| \| \| \| \| Autobahn Kvisch \| \| \| \| \| Stadtgrenze Petach Tiqwah/Bnei Braq \| \| \| \| \| Gescher Em haMoschavot \| \| \| \| \| \| \| \| \| \| Aharonowicz \| \| \| \| \| Ben-Gurion \| \| \| \| \| Stadtgrenze Bnei Braq/Ramat Gan \| \| \| \| \| Bialik \| \| \| \| \| Feldbahn Hafen Jaffa–Jenkin’s Hill \| \| \| \| \| \| \| \| \| \| Abba Hillel Übergang zur Diamantenbörse \| \| \| \| \| \| \| \| \| \| Stadtgrenze Ramat Gan/Tel Aviv-Jaffa \| \| \| \| \| Ajjalon-Schnellweg (Kvisch ) \| \| \| \| \| Sarona-Brücke über den Ajjalon \| \| \| \| \| \| \| \| \| \| Hauptlinie ← Naharija–Beʾer Scheva → im Ajjalon-Korridor \| \| \| \| \| \| \| \| \| \| Metro 1 \| \| \| \| \| \| \| \| \| \| Arlosoroff mit Übergang zu Tel Aviv Savidor Merkaz \| \| \| \| \| \| \| \| \| \| Arlosoroff Violette Linie Endbahnhof \| \| \| \| \| \| \| \| \| \| ← Violette Linie nach Bnei Atarot und per Zweigbahn zur BIU, Givʿat Schmuʾel \| \| \| \| \| \| \| \| \| \| Schaʾul haMelech \| \| \| \| \| Sarona \| \| \| \| \| Jehudit \| \| \| \| \| Carlebach (↔ Grüne Linie ab 2028) \| \| \| \| \| ← J&J-Linie von Jerusalem \| \| \| \| \| \| \| \| \| \| Tel Aviv 1917–1970 ab 1949: Tel Aviv Darom (Tel Aviv Süd) \| \| \| \| \| \| \| \| \| \| \| \| \| \| \| Allenby Übergang zu Jehudah HaLevi (↔ Violette Linie ab 2026) \| \| \| \| \| \| \| \| \| \| Gescher Nechuschtan \| \| \| \| \| Gescher Aharon Chelouche \| \| \| \| \| Anm.: die Rote Linie fährt \| \| \| \| \| hier im Tunnel direkt unter \| \| \| \| \| dem Gleisbett der J&J-Linie \| \| \| \| \| \| \| \| \| \| Jaffa 1891–1914, 1917–1948 Endbahnhof der J&J-Linie \| \| \| \| \| \| \| \| \| \| Elifelet \| \| \| \| \| \| \| \| \| \| \| \| \| \| \| Hafen Jaffa Ende Feldbahn Hafen Jaffa–Jenkin’s Hill \| \| \| \| \| \| \| \| \| \| Salameh \| \| \| \| \| Itzṭadjon Bloomfield \| \| \| \| \| Ehrlich \| \| \| \| \| Issakoff \| \| \| \| \| HaBESch"Ṭ \| \| \| \| \| Machroset \| \| \| \| \| Stadtgrenze Tel Aviv/Bat Jam \| \| \| \| \| HaʿAtzmaʾut \| \| \| \| \| Rothschild \| \| \| \| \| Jabotinsky \| \| \| \| \| Balfour \| \| \| \| \| Binjamin \| \| \| \| \| Josephthal (Danqal)[1] (↔ Metro 3 ab 2032) \| \| \| \| \| Kaf Ṭet beNovember \| \| \| \| \| HeʿAmal \| \| \| \| \| HaQomemijjut (Danqal)[2] \| \| |                      |                                                                              |                                                                              |
| |                      |                                                                              |                                                                              |
| U-Bahn-Kopfbahnhof Streckenanfang | 0,0                  | Tachanah Merkasit Petach Tiqwah (ZOB)                                        | Tachanah Merkasit Petach Tiqwah (ZOB)                                        |
| |                      |                                                                              |                                                                              |
| U-Bahn-Haltepunkt / Haltestelle |                      | Pinsker                                                                      | Pinsker                                                                      |
| U-Bahn-Haltepunkt / Haltestelle |                      | Krol                                                                         | Krol                                                                         |
| U-Bahn-Haltepunkt / Haltestelle |                      | Dankner                                                                      | Dankner                                                                      |
| U-Bahn-Strecke mit Straßenbrücke |                      | Derech haRav Malka ↔ Rechov Kaplan                                           | Derech haRav Malka ↔ Rechov Kaplan                                           |
| U-Bahn-Haltepunkt / Haltestelle |                      | Beilinson                                                                    | Beilinson                                                                    |
| U-Bahn-Strecke mit Straßenbrücke |                      | Gescher haMejtarim                                                           | Gescher haMejtarim                                                           |
| Strecke quer · Strecke von rechts · U-Bahn-Strecke |                      | → Jarqonbahn von Rosch haʿAjin                                               | → Jarqonbahn von Rosch haʿAjin                                               |
| U-Bahn-Betriebs-/Güterbahnhof Streckenanfang · Strecke · U-Bahn-Strecke |                      | Depot Qirjat Arjeh der Stadtbahn Danqal                                      | Depot Qirjat Arjeh der Stadtbahn Danqal                                      |
| |                      |                                                                              |                                                                              |
| U-Bahn-Bahnhof · Bahnhof · U-Bahn-Strecke |                      | Petach Tiqwah Qirjat Arjeh seit 2008 Zugang zum Itzṭadjon haMoschavah        | Petach Tiqwah Qirjat Arjeh seit 2008 Zugang zum Itzṭadjon haMoschavah        |
| |                      |                                                                              |                                                                              |
| U-Bahn-Tunnelanfang · Strecke · U-Bahn-Haltepunkt / Haltestelle |                      | Schacham                                                                     | Schacham                                                                     |
| U-Bahn-Strecke (im Tunnel) · Strecke · U-Bahn-Haltepunkt / Haltestelle |                      | Shenkar                                                                      | Shenkar                                                                      |
| U-Bahn-Kreuzung (im Tunnel) · Strecke nach rechts · U-Bahn-Tunnelanfang |                      | ← Jarqonbahn nach Tel Aviv                                                   | ← Jarqonbahn nach Tel Aviv                                                   |
| |                      | Autobahn Kvisch                                                              |                                                                              |
| U-Bahn-Grenze (im Tunnel) · U-Bahn-Grenze (im Tunnel) |                      | Stadtgrenze Petach Tiqwah/Bnei Braq                                          | Stadtgrenze Petach Tiqwah/Bnei Braq                                          |
| U-Bahn-Haltepunkt / Haltestelle (im Tunnel) · U-Bahn-Strecke nach halbrechts (im Tunnel) |                      | Gescher Em haMoschavot                                                       | Gescher Em haMoschavot                                                       |
| U-Bahn-Abzweig von halblinks und von halbrechts (im Tunnel) |                      |                                                                              |                                                                              |
| U-Bahn-Haltepunkt / Haltestelle (im Tunnel) |                      | Aharonowicz                                                                  | Aharonowicz                                                                  |
| U-Bahn-Haltepunkt / Haltestelle (im Tunnel) |                      | Ben-Gurion                                                                   | Ben-Gurion                                                                   |
| U-Bahn-Grenze (im Tunnel) |                      | Stadtgrenze Bnei Braq/Ramat Gan                                              | Stadtgrenze Bnei Braq/Ramat Gan                                              |
| U-Bahn-Haltepunkt / Haltestelle (im Tunnel) |                      | Bialik                                                                       | Bialik                                                                       |
| Strecke quer (außer Betrieb) · U-Bahn-Kreuzung (im Tunnel) · Strecke von rechts (außer Betrieb) |                      | Feldbahn Hafen Jaffa–Jenkin’s Hill                                           | Feldbahn Hafen Jaffa–Jenkin’s Hill                                           |
| |                      |                                                                              |                                                                              |
| U-Bahn-Haltepunkt / Haltestelle (im Tunnel) · Strecke (außer Betrieb) |                      | Abba Hillel Übergang zur Diamantenbörse                                      | Abba Hillel Übergang zur Diamantenbörse                                      |
| |                      |                                                                              |                                                                              |
| U-Bahn-Grenze (im Tunnel) · Grenze (Strecke außer Betrieb) |                      | Stadtgrenze Ramat Gan/Tel Aviv-Jaffa                                         | Stadtgrenze Ramat Gan/Tel Aviv-Jaffa                                         |
| |                      | Ajjalon-Schnellweg (Kvisch )                                                 |                                                                              |
| U-Bahn-Strecke unter Wasserlauf (im Tunnel) · Brücke über Wasserlauf (Strecke außer Betrieb) |                      | Sarona-Brücke über den Ajjalon                                               | Sarona-Brücke über den Ajjalon                                               |
| |                      |                                                                              |                                                                              |
| U-Bahn-Kreuzung (im Tunnel) · Kreuzung (Strecke geradeaus außer Betrieb) |                      | Hauptlinie ← Naharija–Beʾer Scheva → im Ajjalon-Korridor                     | Hauptlinie ← Naharija–Beʾer Scheva → im Ajjalon-Korridor                     |
| |                      |                                                                              |                                                                              |
| U-Bahn-Kreuzung mit Tunnelstrecke (Querstrecke außer Betrieb) (im Tunnel) · Kreuzung mit U-Bahn mit Tunnelstrecke (Strecken außer Betrieb) |                      | Metro 1                                                                      | Metro 1                                                                      |
| |                      |                                                                              |                                                                              |
| Strecke (außer Betrieb) |                      | Arlosoroff mit Übergang zu Tel Aviv Savidor Merkaz                           | Arlosoroff mit Übergang zu Tel Aviv Savidor Merkaz                           |
| |                      |                                                                              |                                                                              |
| U-Bahn-Strecke (im Tunnel) · Strecke (außer Betrieb) |                      | Arlosoroff Violette Linie Endbahnhof                                         | Arlosoroff Violette Linie Endbahnhof                                         |
| |                      |                                                                              |                                                                              |
| U-Bahn-Strecke nach rechts (außer Betrieb) · U-Bahn-Strecke (im Tunnel) · Strecke (außer Betrieb) |                      | ← Violette Linie nach Bnei Atarot und per Zweigbahn zur BIU, Givʿat Schmuʾel | ← Violette Linie nach Bnei Atarot und per Zweigbahn zur BIU, Givʿat Schmuʾel |
| |                      |                                                                              |                                                                              |
| U-Bahn-Haltepunkt / Haltestelle (im Tunnel) · Strecke (außer Betrieb) |                      | Schaʾul haMelech                                                             | Schaʾul haMelech                                                             |
| U-Bahn-Strecke (im Tunnel) · Bahnhof (Strecke außer Betrieb) |                      | Sarona                                                                       | Sarona                                                                       |
| U-Bahn-Haltepunkt / Haltestelle (im Tunnel) · Strecke (außer Betrieb) |                      | Jehudit                                                                      | Jehudit                                                                      |
| U-Bahn-Strecke quer (außer Betrieb) (im Tunnel) · U-Bahn-Turmhaltepunkt (im Tunnel) · Kreuzung mit U-Bahn mit Tunnelstrecke (Strecken außer Betrieb) |                      | Carlebach (↔ Grüne Linie ab 2028)                                            | Carlebach (↔ Grüne Linie ab 2028)                                            |
| U-Bahn-Strecke (im Tunnel) · Abzweig geradeaus und von links (Strecke außer Betrieb) |                      | ← J&J-Linie von Jerusalem                                                    | ← J&J-Linie von Jerusalem                                                    |
| |                      |                                                                              |                                                                              |
| U-Bahn-Strecke (im Tunnel) · Bahnhof (Strecke außer Betrieb) |                      | Tel Aviv 1917–1970 ab 1949: Tel Aviv Darom (Tel Aviv Süd)                    | Tel Aviv 1917–1970 ab 1949: Tel Aviv Darom (Tel Aviv Süd)                    |
| |                      |                                                                              |                                                                              |
| |                      |                                                                              |                                                                              |
| U-Bahn-Strecke quer (außer Betrieb) · U-Bahn-Turmhaltepunkt (im Tunnel) |                      | Allenby Übergang zu Jehudah HaLevi (↔ Violette Linie ab 2026)                | Allenby Übergang zu Jehudah HaLevi (↔ Violette Linie ab 2026)                |
| |                      |                                                                              |                                                                              |
| Strecke mit Straßenbrücke Streckenende (Strecke außer Betrieb) |                      | Gescher Nechuschtan                                                          | Gescher Nechuschtan                                                          |
| Strecke mit Straßenbrücke Streckenende (Strecke außer Betrieb) |                      | Gescher Aharon Chelouche                                                     | Gescher Aharon Chelouche                                                     |
| U-Bahn-Strecke (im Tunnel) · Strecke nach halbrechts (außer Betrieb) |                      | Anm.: die Rote Linie fährt                                                   | Anm.: die Rote Linie fährt                                                   |
| U-Bahn-Kreuzung (im Tunnel) |                      | hier im Tunnel direkt unter                                                  | hier im Tunnel direkt unter                                                  |
| Strecke von halblinks (außer Betrieb) · U-Bahn-Strecke von halbrechts (im Tunnel) |                      | dem Gleisbett der J&J-Linie                                                  | dem Gleisbett der J&J-Linie                                                  |
| |                      |                                                                              |                                                                              |
| Bahnhof (Strecke außer Betrieb) |                      | Jaffa 1891–1914, 1917–1948 Endbahnhof der J&J-Linie                          | Jaffa 1891–1914, 1917–1948 Endbahnhof der J&J-Linie                          |
| |                      |                                                                              |                                                                              |
| Strecke (außer Betrieb) |                      | Elifelet                                                                     | Elifelet                                                                     |
| Strecke nach links (außer Betrieb) · U-Bahn-Abzweig mit Eisenbahn geradeaus und ehemals von rechts |                      |                                                                              |                                                                              |
| |                      |                                                                              |                                                                              |
| Kopfbahnhof Streckenanfang und quer (Strecke außer Betrieb) · U-Bahn-Abzweig mit Eisenbahn geradeaus und ehemals nach rechts |                      | Hafen Jaffa Ende Feldbahn Hafen Jaffa–Jenkin’s Hill                          | Hafen Jaffa Ende Feldbahn Hafen Jaffa–Jenkin’s Hill                          |
| |                      |                                                                              |                                                                              |
| U-Bahn-Haltepunkt / Haltestelle |                      | Salameh                                                                      | Salameh                                                                      |
| U-Bahn-Haltepunkt / Haltestelle |                      | Itzṭadjon Bloomfield                                                         | Itzṭadjon Bloomfield                                                         |
| U-Bahn-Haltepunkt / Haltestelle |                      | Ehrlich                                                                      | Ehrlich                                                                      |
| U-Bahn-Haltepunkt / Haltestelle |                      | Issakoff                                                                     | Issakoff                                                                     |
| U-Bahn-Haltepunkt / Haltestelle |                      | HaBESch"Ṭ                                                                    | HaBESch"Ṭ                                                                    |
| U-Bahn-Haltepunkt / Haltestelle |                      | Machroset                                                                    | Machroset                                                                    |
| U-Bahn-Grenze |                      | Stadtgrenze Tel Aviv/Bat Jam                                                 | Stadtgrenze Tel Aviv/Bat Jam                                                 |
| U-Bahn-Haltepunkt / Haltestelle |                      | HaʿAtzmaʾut                                                                  | HaʿAtzmaʾut                                                                  |
| U-Bahn-Haltepunkt / Haltestelle |                      | Rothschild                                                                   | Rothschild                                                                   |
| U-Bahn-Haltepunkt / Haltestelle |                      | Jabotinsky                                                                   | Jabotinsky                                                                   |
| U-Bahn-Haltepunkt / Haltestelle |                      | Balfour                                                                      | Balfour                                                                      |
| U-Bahn-Haltepunkt / Haltestelle |                      | Binjamin                                                                     | Binjamin                                                                     |
| U-Bahn-Strecke quer (außer Betrieb) (im Tunnel) · U-Bahn-Turmhaltepunkt · U-Bahn-Strecke quer (außer Betrieb) (im Tunnel) |                      | Josephthal (Danqal) (↔ Metro 3 ab 2032)                                      | Josephthal (Danqal) (↔ Metro 3 ab 2032)                                      |
| U-Bahn-Haltepunkt / Haltestelle |                      | Kaf Ṭet beNovember                                                           | Kaf Ṭet beNovember                                                           |
| U-Bahn-Haltepunkt / Haltestelle |                      | HeʿAmal                                                                      | HeʿAmal                                                                      |
| U-Bahn-Kopfbahnhof Streckenende |                      | HaQomemijjut (Danqal)                                                        | HaQomemijjut (Danqal)                                                        |

Die Rote Linie (hebräisch הַקַּו הָאָדֹם haQaw haʾAdōm, deutsch ‚die Rote Linie‘) ist eine Stadtbahnstrecke, die als Hauptlinie des Stadtbahnsystems Danqal (דַּנְקַל Danqal) für den Personennahverkehr im Bezirk Tel Aviv konzipiert ist. Die Rote Linie verbindet über eine Länge von etwa 24 Kilometern, davon elf Kilometer unterirdisch, die Städte Bat Jam, Bnei Braq, Petach Tiqwah, Ramat Gan und Tel Aviv-Jaffa.
Im mittleren Abschnitt der Strecke, in Bnei Braq, im Diamantendistrikt Ramat Gans und Tel Avivs Innenstadt (Bezirk Mitte) ist die Rote Linie als Untergrundbahn in zwei parallelen Röhren von je 6,5 Metern Durchmesser ausgeführt, während die Linie in den übrigen Streckenteilen oberirdisch verkehrt meist ebenerdig auf unabhängigem Bahnkörper inmitten breiter Durchgangsstraßen, aber teils auch im Geländeeinschnitt auf einem stillgelegten Abschnitt der Bahnstrecke Jaffa–Jerusalem (J&J-Linie). In Bnei Braq mündet eine Zweigstrecke aus dem Norden Petach Tiqwahs ein, wo sich auch die Danqal-Werkstätte Depot Qirjat Arjeh befindet.

## Lage
Die Rote Linie verbindet fünf Städte im Ballungsraum Gusch Dan. Von Petach Tiqwah im Nordosten kommend passiert sie westwärts nacheinander Bnei Braq und Ramat Gan und quert dann den Bezirk Mitte (אֵזוֹר מֶרְכַּז תֵּל־אָבִיב Esōr Merkaz Tel Avīv, deutsch ‚Gebiet Mitte Tel Avivs‘) von Tel Aviv in Richtung Südwest. Zwischen Petach Tiqwah und Merkaz Tel Aviv folgt die Rote Linie der historischen Landstraße von Nablus Richtung Jaffa (der Straßennamen wegen auch hebräisch צִיר זַ'בּוֹטִינְסְקִי Zīr Ʒabōṭīnsqī, deutsch ‚Jabotinsky-Achse‘ genannt), die in diesem Abschnitt als Landesstraße 481 (כְּבִישׁ 481 אַרְצִי Kvīsch  Artzī) klassifiziert ist.
Die ersten 15 Stationen befinden sich sämtlich im Verlauf dieser historischen Landstraße, ab dem Tel Aviver Beit Hadar folgende Halte liegen im Tunnel unter dem Trassenverlauf des in diesem Abschnitt bis zum Bahnhof Jaffa stillgelegten südwestlichen Endes der J&J-Linie. In Jaffa schwenkt die Rote Linie nach Süden und durchfährt in dieser Richtung den Rova 7 Tel Avivs (רוֹבַע 7 ‚Viertel 7‘, Jaffa und seine südlichen Vororte) im Zuge der Hauptverkehrsader Sderot Jeruschalajim über Tel Avivs südliche Stadtgrenze hinaus ins südwestlich benachbarte Bat Jam am Mittelmeer. Auf ihrem weiteren Weg zur Endstation an Bat Jams südlicher Ortsgrenze wechselt die Linie mehrfach Richtung und Straße, um weiträumig Wohngebiete zu bedienen.

## Stationen in Nord-Süd-Folge

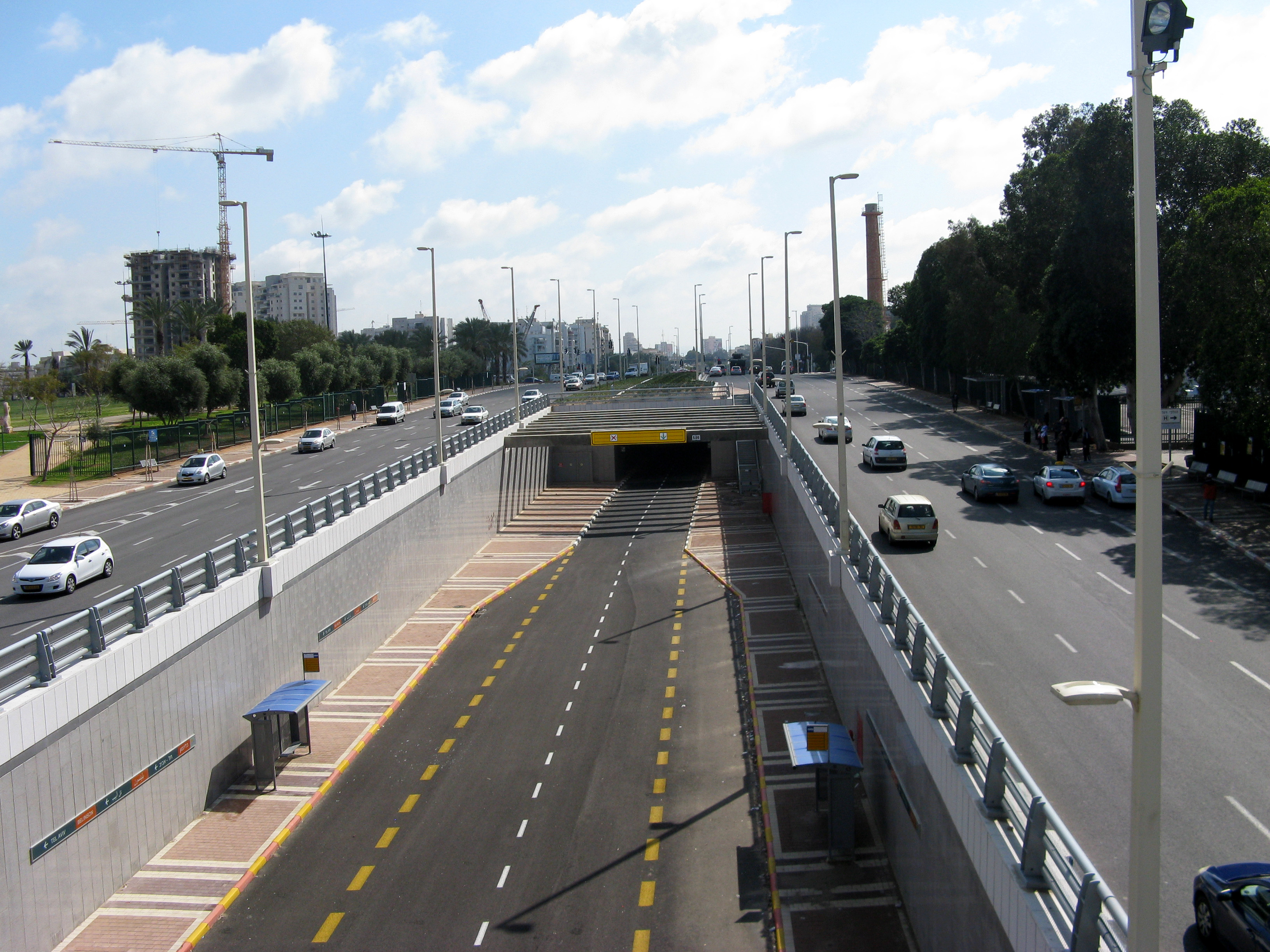
Blick 2011 ostwärts vom Halt Beilinson in der Busspur, ab 2020 die Tramtrasse der Roten Linie, Petach Tiqwah

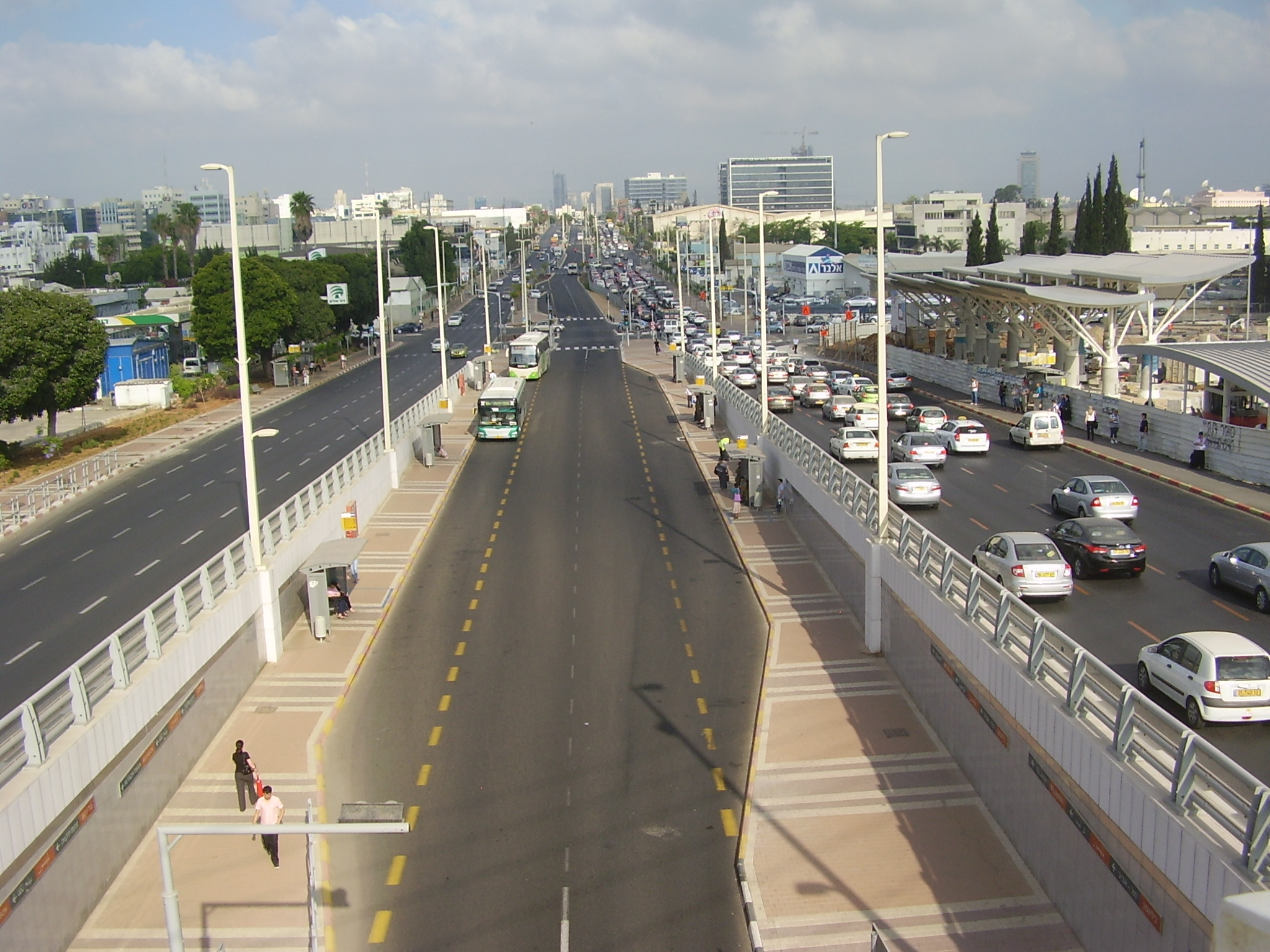
Blick 2012 vom Gescher Mejtarim westwärts den Rechov Jabotinski entlang vor der Einmündung des Rechov Denmark, die mittige Busspur wurde 2020 zudem Tramtrasse der Roten Linie, Petach Tiqwah

Die 34 Stationen der Roten Linie des Danqal, davon zehn Untergrundbahnhöfe, messen jeweils mindestens 88 Meter in der Länge. Die Entfernung zwischen oberirdischen Haltestellen beträgt etwa 500 Meter, aus Kostengründen liegen Untergrundbahnhöfe im Durchschnitt etwa 1000 Meter auseinander.
Während oberirdische Stationen je nach gegebenem Straßenraum mitunter schmal gehalten sind, beträgt die Breite der Untergrundbahnhöfe 22 Meter. An 20 Stationen dieser Linie installierte Kone 106 Fahrtreppen und 63 Aufzüge, wie in der am 24. Juni 2019 gewonnenen Ausschreibung festgeschrieben. Die Tunnels liegen normalerweise in einer Tiefe von 20 Metern. Eine Ausnahme bildet der unterirdische Kreuzungsbahnhof Carlebach, der bis in die Tiefe von 50 Metern reicht, da Rote und Grüne Linie sich hier unterirdisch kreuzen.
Die Untergrundstationen haben massive oberirdische Zugangsgebäude, um die unterirdischen Bahnhofsbereiche hermetisch abschließen zu können. Die Untergrundbahnhöfe sind durch massive stählerne Schleusen an Zugängen und explosionsgeschützte Tunneltüren an Zufahrten sowie durch Filteranlagen geeignet, im Rahmen des Zivilschutzes insgesamt bis zu 20 000 Menschen Zuflucht vor Angriffen mit Raketen, mit biologischen und/oder chemischen Waffen zu geben.

### Stationen in Petach Tiqwah
Die Rote Linie beginnt am Zentralen Omnibusbahnhof (ZOB) Petach Tiqwah Tachanah Merkasit an der Landstraße Jaffa–Nablus (Kvisch ), die zunächst den Namen Rechov Səʾev Orlov führt, ihrem Verlauf Richtung Tel Aviv folgend schließen sich die Stationen Pinsker und Krol jeweils nahe den querenden Straßen Rechov Jehuda Leib Pinsker und Rechov Jaʿaqov Krol an.
Weiter westlich heißt die ehemalige Landstraße Rechov Səʾev Jabotinsky und bietet westwärts dem Verlauf folgend die Stationen Dankner am nördlich abzweigenden Rechov Meʾir Dankner, Beilinson am Medizinischen Rabin-Zentrum (1936 bis 1996 nach Moscheh Beilinson [1889–1936] benannt; Lehrkrankenhaus der Universität Tel Aviv), Tachanat haSchacham nahe dem südlich abzweigenden Rechov haSchacham und Shenkar beim nördlich abzweigenden Rechov Arieh Shenkar, bevor die Rote Linie als Tunnelstrecke die Stadt westwärts verlässt.
In Qirjat Arjeh, einem Gewerbegebiet im Norden der Stadt, befindet sich der Bahnhof Petach Tiqwah – Qirjat Arjeh, eine Umsteigestation zwischen Zügen der Rakkevet Israel (RI) im Regional- und Fernverkehr auf der Jarqonbahn und einer Verzweigung der Roten Linie des Danqal, die im anschließenden Depot Qirjat Arjeh (hebräisch מֶרְכַּז תִּפְעוּל וְתַחְזוּקָה Merkaz Tifʿūl wə-Tachsūqah, deutsch ‚Betriebs- und Wartungszentrum‘, minder förmlich: דֶּפּוֹ קִרְיַת אַרְיֵה Depō Qirjat Arjeh) der Stadtbahn Tel Aviv Danqal endet. Westwärts führt die Zweigstrecke ebenfalls per Tunnel ins benachbarte Bnei Braq.

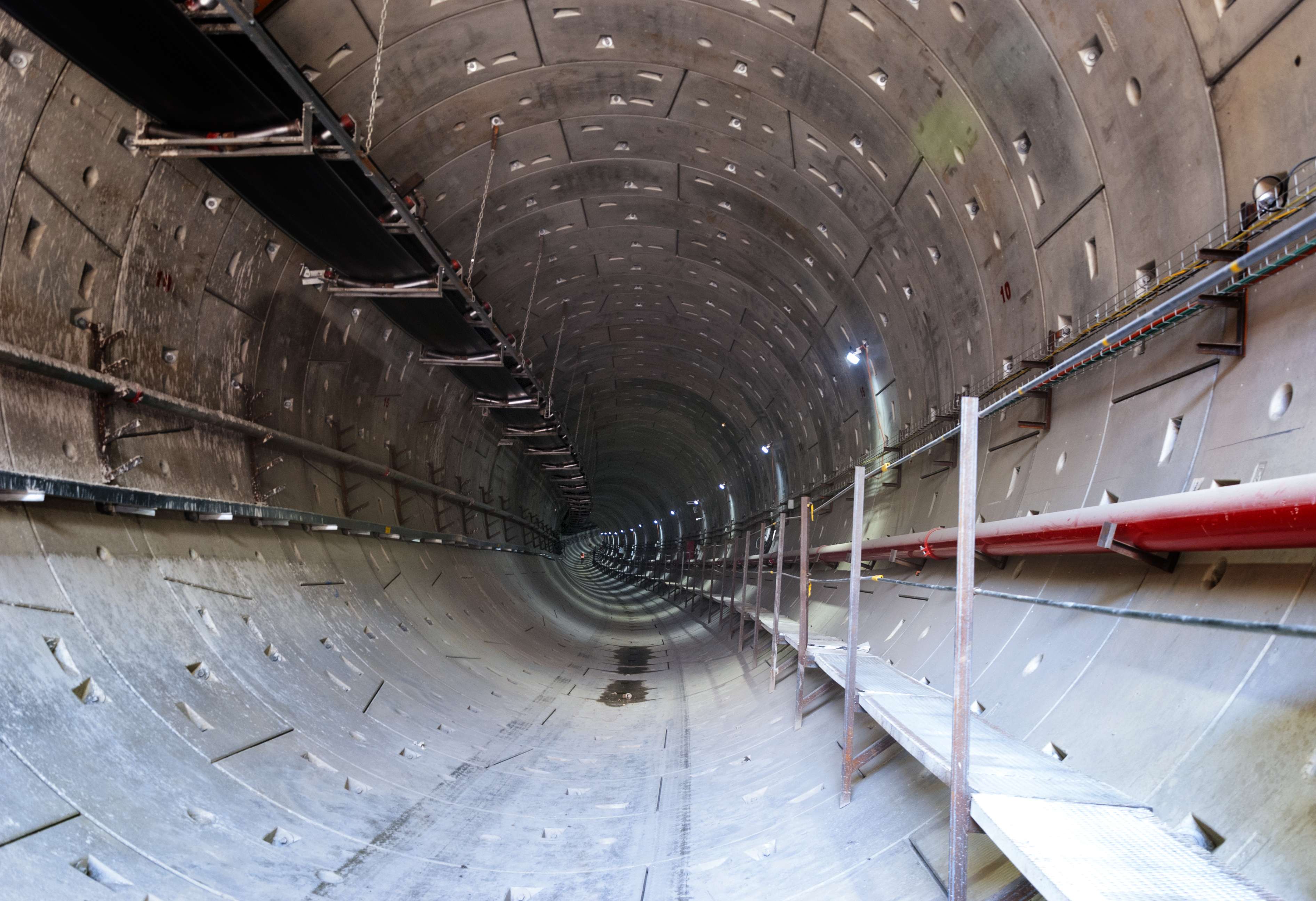
Blick 2018 von der Station Gescher Em haMoschavot in den Tunnel Richtung Depot Qirjat Arjeh in Petach Tiqwah

### Stationen in Bnei Braq und Ramat Gan
Die nördliche Verzweigung von Danqal-Depot und Bahnhof Petach Tiqwah – Qirjat Arjeh kommend führt nach Bnei Braq mit erstem Halt in der Untergrundstation Gescher Em haMoschavot an der gleichnamigen Brücke und mündet unterirdisch in den Hauptstrang der Roten Linie, die westwärts weiter als Untergrundbahn unter der Landstraße (Kvisch ) verläuft. Dieser heißt in Bnei Braq ebenfalls Rechov Səʾev Jabotinsky mit den Haltestellen Aharonowicz knapp westlich des südlich abzweigenden Rechov Reʾuven Aharonowicz und Ben Gurion (Baubeginne beider Halte waren Anfang bzw. Mitte Februar 2016.) unter der Kreuzung mit der Derech Ben Gurion. Im Bahnhof Aharonowicz begann nach Abschluss der Bahnsteigebene am 11. Februar 2020 die Herrichtung der darüber gelegenen Halle mit Fahrkartenautomaten und Vorrichtungen für Billettkontrollen.
Im westlich benachbarten Ramat Gan bildet die Derech Səʾev Jabotinsky die Landstraße Jaffa–Nablus und bietet die unterirdischen Haltestellen Bialik (erster Spatenstich war am 20. November 2015) nahe der Kreuzung der gleichnamigen Straße und Abba Hillel (begonnen am 27. August 2015) mit Übergang zur Diamantenbörse westlich der von Norden einmündenden Derech Abba Hillel Silver.

### Stationen in Tel Aviv-Jaffa

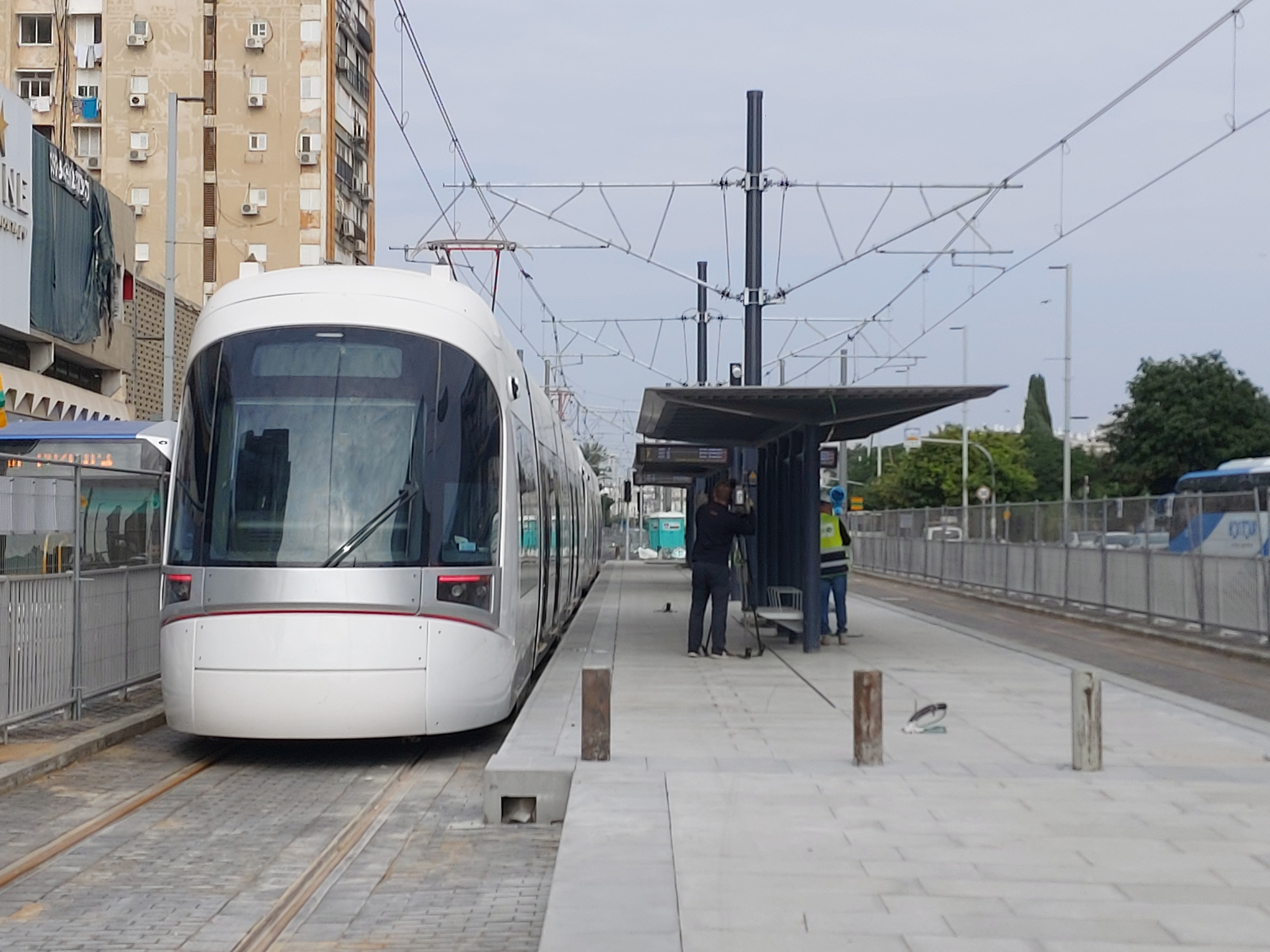
Testfahrt am 21. November 2021 an der Tachanat haʿAtzmaʾut, Bat Jam

Im Tunnel unterquert die Rote Linie den Ajjalon und den in dessen Bett sich drängenden Ajjalon-Korridor von vielstreifigem Ajjalon-Schnellweg (Kvisch ) und RI-Hauptlinie Naharijjah–Beʾer Scheva und erreicht Tel Aviv. Die Station Arlosoroff (Baubeginn 4. September 2015) unter der Derech Menachem Begin, wie die ehemalige Landstraße hier heißt, ist als Umsteigebahnhof mit der im Bau befindlichen Violette Linie (Fertigstellung für 2026 geplant) angelegt und bietet einen Übergang zum Bahnhof Tel Aviv Savidor Merkaz. Die Fahrzeit von der nordwestlichen Endstation Petach Tiqwah Tachanah Merkasit (d. h. ZOB) hierher wird voraussichtlich 19 Minuten betragen.

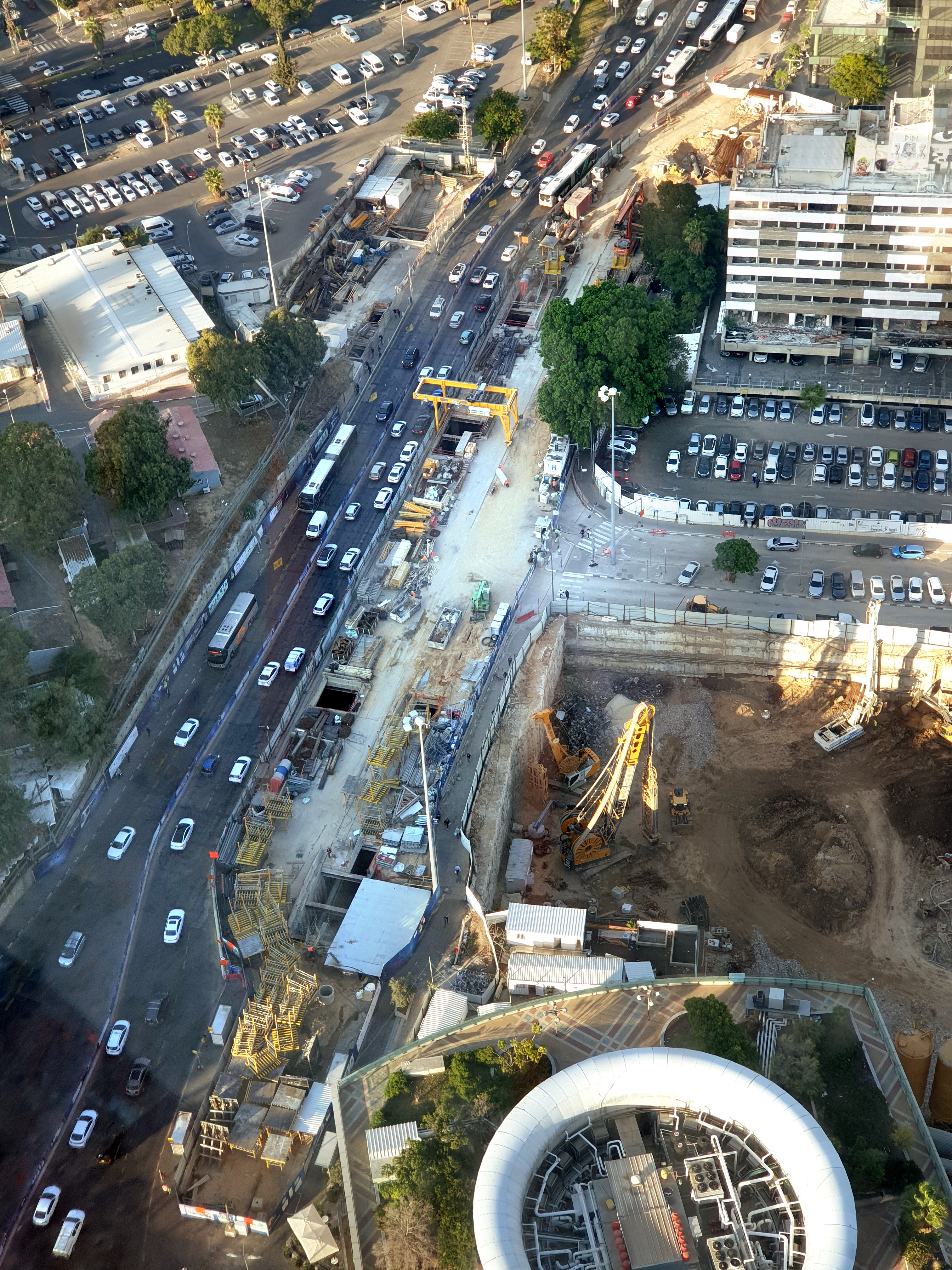
Baugruben der Station Schaʾul haMelech links und rechts der Derech Begin, November 2019

Weiter im Verlauf der Derech Begin folgen südlich der westlich abzweigenden Sderot Schaʾul haMelech der gleichnamige Halt, der haQirjah und den Merkaz ʿAzriʾeli erschließt, und die Haltestelle Jehudit zwischen Sarona und den von Osten einmündenden Sderot Jehudit (nach Judith Montefiore; Solel Boneh übertrug als Subunternehmer die Arbeiten an den beiden letztgenannten Halten an Danya Cebus.) vor der Umsteigestation Carlebach (am 14. August 2015 begonnen) südlich des von Nordwesten einmündenden Rechov Esriel Carlebach, wo gemäß Bauplanung ab 2028 die Grüne Linie kreuzen wird.
Vor dem Beit Hadar schwenkt der Tunnel der Roten Linie nach Westen unter den Rechov haRakkevet (רְחוֹב הָרַכֶּבֶת ‚Straße der Bahn‘), wo sich als Teil der J&J-Linie seit 1920 der Bahnhof Tel Aviv befand, der ab 1949 den Zusatz Darom (d. h. Süd) im Namen führte, bevor er 1970 mit dieser Bezeichnung um 2,5 Kilometer im Streckenverlauf nach Südosten verlegt wurde. Unter der einstigen Trasse der J&J-Linie, deren Gleisanlagen hier komplett erweitertem Straßenraum gewichen sind, am Übergang des Rechov haRakkevet in den Rechov Jehudah HaLevi befindet sich die südlichste Untergrundstation Allenby, östlich des kreuzenden Rechov Allenby, wo Umsteigemöglichkeit zur Violette Linie bestehen wird. Die Betonarbeiten und technischen Installationen waren im Untergrundbahnhof Allenby am 14. April 2020 abgeschlossen, womit der Einbau von Schildern, Wandverkleidungen und Stationsmobiliar beginnen konnte.

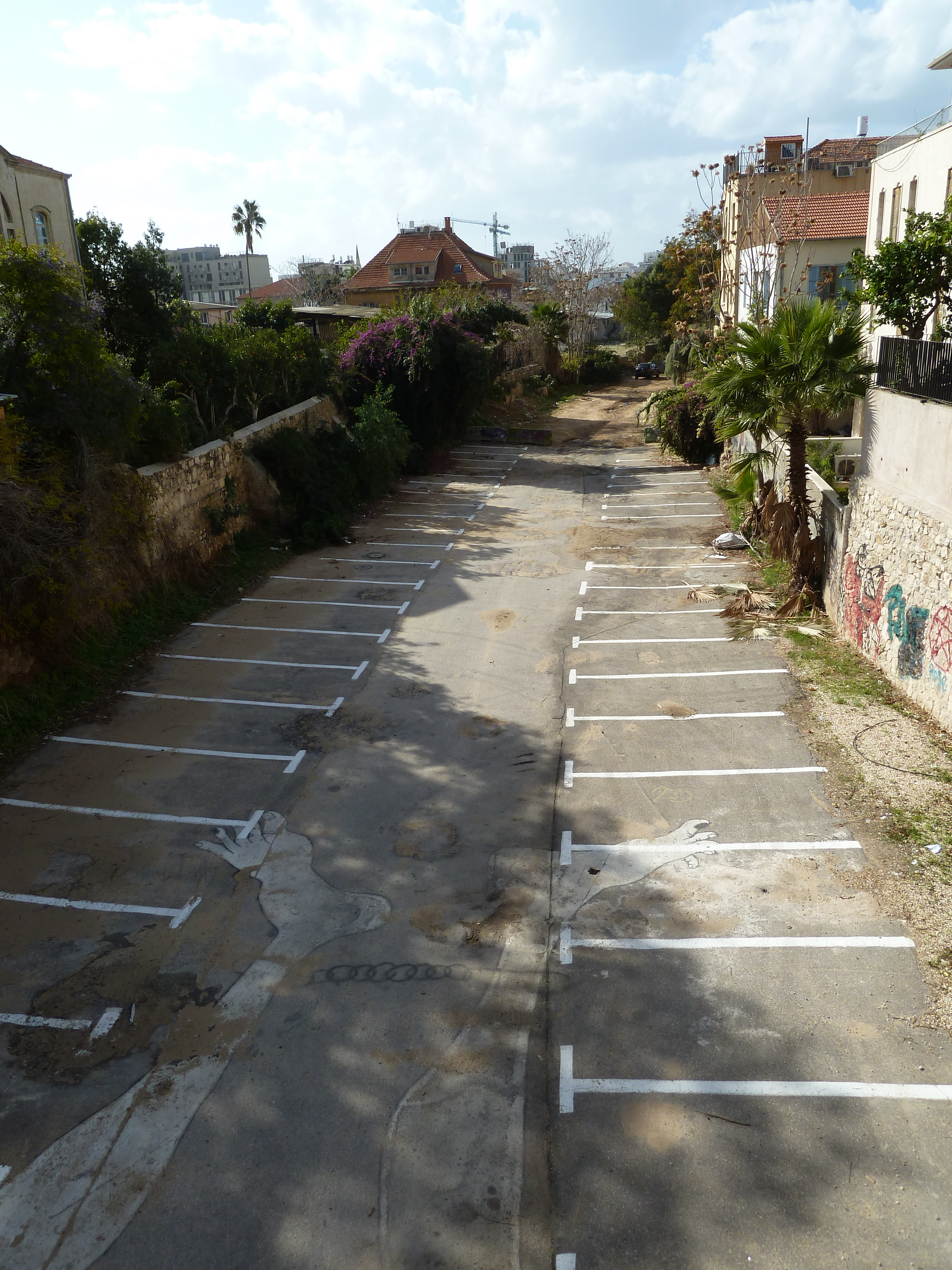
Blick 2011 westwärts vom Gescher Chelouche: Bahneinschnitt der J&J-Linie als Parkraum und Hinterhoffläche

Während der Rechov HaLevi nach Westen schwenkt, verläuft der Tunnel weiter unter dem südwestlichen Ende der hier seit 1948 stillgelegten J&J-Linie, das westlich des kreuzenden Rechov Nachalat Binjamin als Geländeeinschnitt ohne spätere Überbauung erhalten geblieben ist. Dieser Bahneinschnitt, den die Brücken Gescher Nechuschtan und Gescher Aharon Chelouche zwischen den Vierteln Neweh Zedeq und Walhalla überspannen und der 1950 von Gleisen geräumt worden war, hatte danach teils als Hinterhof anliegender Häuser und später vor allem als Parkraum für den wachsenden Individualverkehr gedient (u. a. als Chanjon Beit Romano חַנְיוֹן בֵּית רוֹמָנוֹ). Die Planung sah bis 2017 vor, die Rote Linie ebenerdig durch diesen Streckenabschnitt der J&J-Linie zu führen.

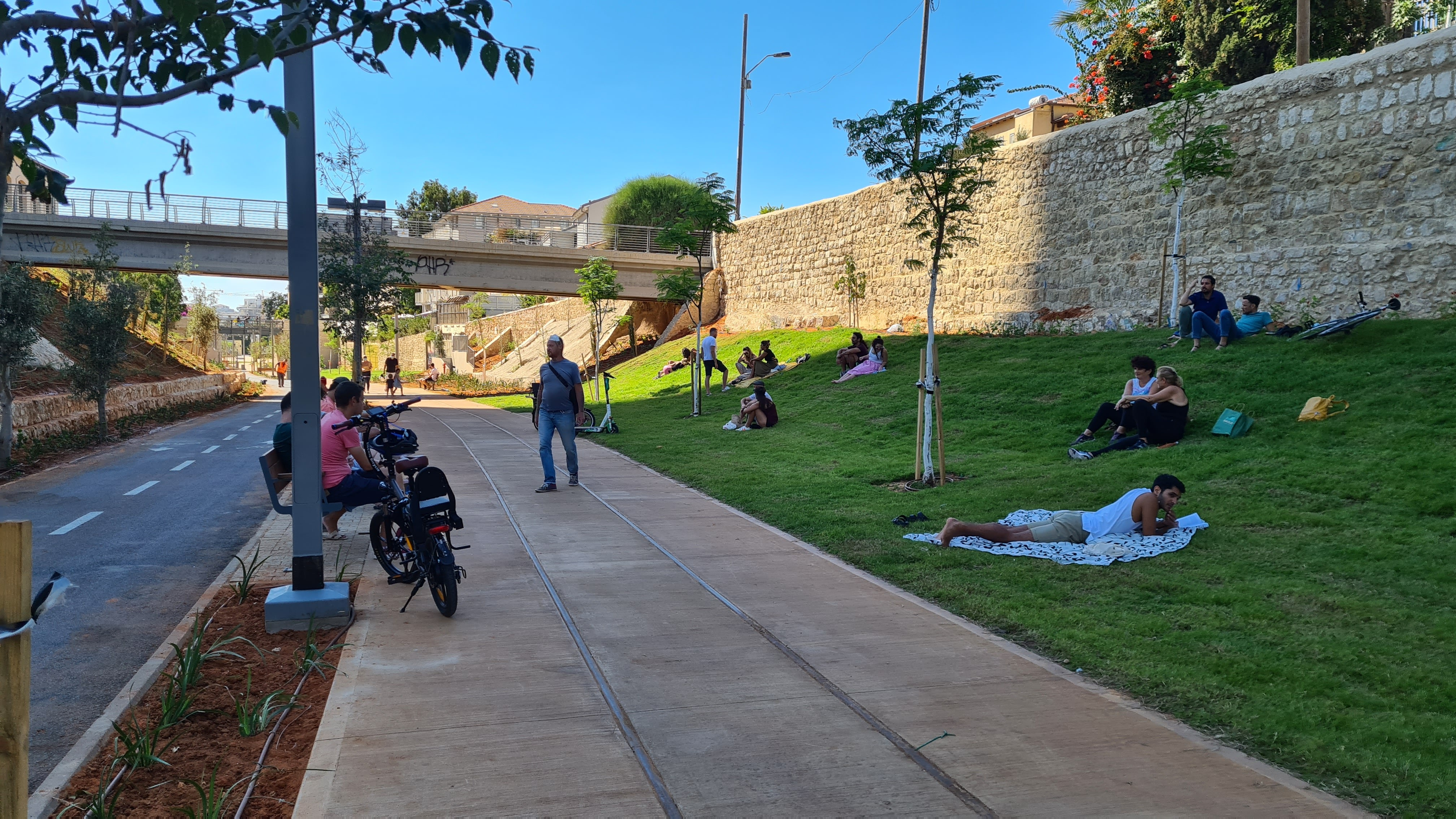
Park haMesillah mit namengebendem neuem Gleis in Beton und Gescher Nechuschtan zwischen Walhalla (li.) und Neweh Zedeq (re.), Oktober 2020

Schließlich wurde entschieden den ehemaligen Gleiseinschnitt zwischen Rechov Herzl und kurz vor der südwestlich nächsten Station Elifelet zu untertunneln, um auf der Tunneldecke Platz für eine Grünanlage zu schaffen. Nach Fertigstellung der Tunneldecke wurde bis Oktober 2020 im Schnellverfahren der neue Park haMesillah (hebräisch פָּארְק הַמְּסִלָּה Pārq haMəsillah, deutsch ‚Park des Gleises‘; Plene auch: … המסילה) angelegt, um den durch Massenquarantäne zur Eindämmung der COVID-19-Pandemie aus an sich öffentlich zugänglichen Gebäuden ausgeschlossenen Menschen neuen Freiraum mit Aufenthaltsqualität unter freiem Himmel zu verschaffen.
Die Rote Linie verlässt den Tunnel auf Höhe der denkmalgeschützten Brücke Gescher Chelouche, 1892 nach Plänen des Ingenieurs Achilles Garrigues' durch die Compagnie de travaux publics et construction de Paris zur kreuzungsfreien Querung der osmanischen J&J-Linie erbaut und damit älteste moderne Brücke des Landes, kurz vor der Verschwenkung der alten Trasse nach Nordwesten zur Endstation der J&J-Linie, dem Bahnhof Jaffa, der heute Restaurants und Boutiquen beherbergt. 250 Meter südlich dieses Bahnhofs befindet sich im offenen Geländeeinschnitt die neue Danqal-Station Elifelet in neu angelegter Bahntrasse am nördlichen Ende der gleichnamigen Straße.

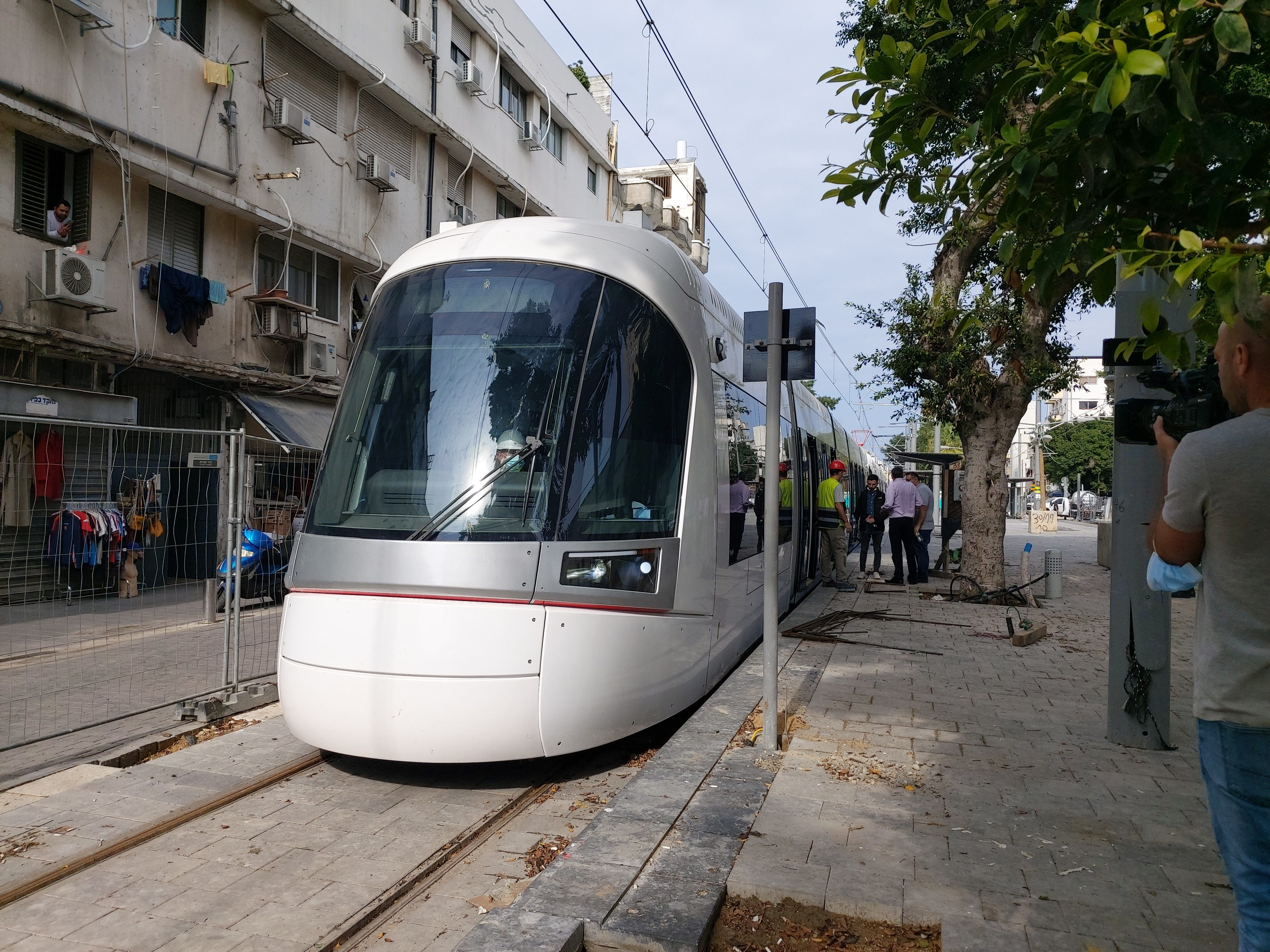
Sderot Jeruschalajim: Probefahrt am 22. November 2021

Westlich der Station erreicht die Rote Linie den Rechov Jechezqʾel Koifman auf ebenerdigem Niveau und wechselt mit einem Schwenk nach Süden wieder in den Straßenraum, der jenseits der nächsten Kreuzung, wo die historische Landstraße Jaffa–Nablus (hier Rechov Eilat genannt) quert, sich als Sderot Jeruschalajim (hebräisch שְׂדֵרוֹת יְרוּשָׁלַיִם ‚Jerusalem-Allee‘) fortsetzt, jene 1915 angelegte südliche Ausfallstraße.
In deren südwärts führenden Verlauf folgen Stationen die nach einmündenden Straßen bzw. nahen Einrichtungen benannt sind, nämlich die Haltestellen Salameh nach der einmündenden Derech Salameh, Haupteinfallstraße Jaffas von Osten, Itzṭadjon Bloomfield nach dem etwa 100 Meter östlich gelegenen Bloomfield-Stadion, Ehrlich nach dem von Westen einmündenden Rechov Dr. Ehrlich, Issakoff am Abzweig des Rechov Nissim Issakoff nach Osten, HaBESch"Ṭ, wo die Sderot haBESch"Ṭ westwärts abzweigen und schließlich, wo der Rechov Machroset von Osten her in die Sderot Jeruschalajim mündet, die Station Machroset. Dann passiert die Rote Linie Tel Aviv-Jaffas Südgrenze nach Bat Jam.

### Stationen in Bat Jam
In Bat Jam wechselt die Linie mehrfach Straße und Richtung. Die erste Station dort heißt HaʿAtzmaʾut, die in den Sderot haʿAtzmaʾut (שְׂדֵרוֹת הָעַצְמָאוּת ‚Allee der Unabhängigkeit‘) nördlich der Kreuzung mit dem Rechov Rothschild liegt, dem die Rote Linie dann westwärts zur Station Rothschild folgt, die an der Kreuzung mit Bat Jams Rechov Arlosoroff liegt. Dann schwenkt die Linie nach Süden, dem Rechov Herzl folgend, wo sie die Haltestelle Jabotinsky nahe dem querendem Rechov Səʾev Jabotinsky erreicht. Weiter im südlichen Rechov Herzl schwenkt die Rote Linie nach Südosten durch die Grünanlage Gan haNun-Dalet in die Mittellage des Rechov Gijjorah Josephthal, wo im Linienverlauf ostwärts die Stationen Balfour (am kreuzenden Rechov Balfour) und Binjamin (am von Norden einmündenden Rechov Rabbi Binjamin) folgen.
Die nächste Station namens Josephthal (Danqal), nicht zu verwechseln mit dem gleichnamigen RI-Bahnhof der Eisenbahnstrecke Tel Aviv-Pleschet 950 Meter weiter östlich, liegt bereits im südwärts von der namengebenden Straße abzweigenden Rechov haRav Nissenbaum, in dem sich weiter südlich die Stationen Kaf Ṭet beNovember (am querenden Rechov Kaf Ṭet beNovember) und HeʿAmal (südlich des von Westen einmündenden Rechov heʿAmal) anschließen. Die Rote Linie endet südlich des kreuzenden Rechov haQomemijjut mit dem Endbahnhof HaQomemijjut (Danqal) in der Derech Menachem Begin Bat Jams, der nicht zu verwechseln ist mit dem 1,4 Kilometer weiter östlich gelegenen RI-Bahnhof Bat Jam-HaQomemijjut der Strecke Tel Aviv-Pleschet.

## Geschichte
Älteste Bahnstrecke im Lande ist die Strecke Jaffa–Jerusalem (J&J-Linie), die vom Bahnhof Jaffa ausgehend 1889 bis 1892 in Richtung Jerusalem errichtet wurde und hier im April 1891 als erster Teilabschnitt bis Ramleh in Betrieb ging. Während die Rakkevet Israel (RI) diese Strecke heute ab einem östlicher gelegenen Bahnhof weiter im Fernverkehr betreibt, ist ihr seit 1948 stillgelegtes westliches Endstück nun Teil des Streckenverlaufs der Roten Linie, die freilich dem Nahverkehr dient.

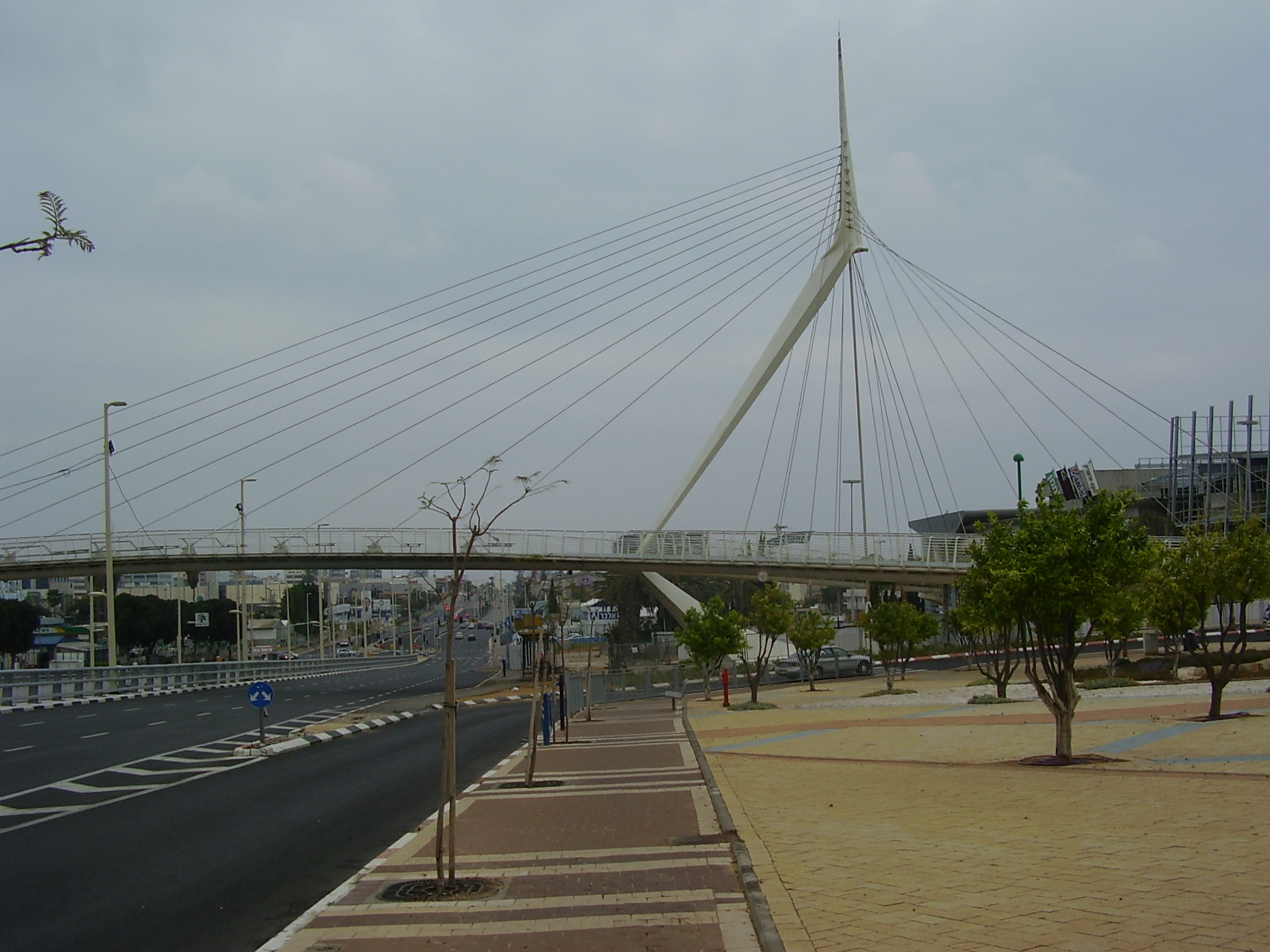
Petach Tiqwah: Gescher Mejtarim, 1998–2006 von Santiago Calatrava, über Rote Linie und Rechov Jabotinsky, 2010

Die historische Landstraße Jaffa–Nablus (heute zwischen Tel Aviv und Petach Tiqwah als Kvisch  klassifiziert) bestand zunächst als Sandpiste und verband auf der kurzen Distanz die Zitruspflanzungen in der Scharonebene mit Jaffa und Tel Aviv. Entlang dieser Achse entstanden im Laufe des wirtschaftlichen Wiederaufstiegs des Landes im 19. und 20. Jahrhundert neue Siedlungen, was schließlich Nachfrage nach regelmäßigen Fahrverbindungen hervorbrachte.
Im Ersten Weltkrieg nahm das Australian and New Zealand Army Corps der Triple Entente im November 1917 Jaffa ein. Um Jaffas Hafen für den Nachschub nutzen zu können, kämpften sich in der Schlacht von Jaffa Einheiten der British Army an der Palästinafront vor bis über den Jarqon (arab. Al-ʿŪǧā), Brückenschlag am 21. Dezember 1917, um die osmanische Artillerie dort außer Schussweite auf Jaffa zu vertreiben. Den gesamten Vorstoß unterstützten die Palestine Military Railways logistisch mit der Feldbahn Hafen Jaffa–Jenkin’s Hill, die im Dezember 1917 mit den Kämpfern und der Front, die erstere nordwärts verschoben, der Landstraße Jaffa–Nablus entlang vorrückten, dem gleichen Verlauf zwischen Ramat Gan und Jaffa folgt die Rote Linie unterirdisch.
Als die Route 1928 befestigt und asphaltiert worden war, boten Busse, die seinerzeit auch den 1922 bis 1993 betriebenen alten Bahnhof Petach Tiqwah der Jarqonbahn bedienten, die schnellste Verbindung zwischen Tel Aviv und Petach Tiqwah und machten der umwegigen und daher zeitraubenden Bahnverbindung zwischen beiden Städten die Passagiere abspenstig.:73
Mit dem wachsenden Individualverkehr erwies sich das Straßennetz im ursprünglich als Gartenstadt konzipierten Tel Aviv als überlastet und Ideen für ein bahngebundenes ÖPNV-Netz kamen auf. Beim Bau des ersten Hochhauses Israels, dem Tel Aviver Migdal Schalom Meʾir, 1963–1965 erbaut, umfasste dieses Vorhaben einen U-Bahnhof unter dem Gebäude im Zuge des Rechov Herzl, der bis heute ohne jeden Anschluss Geisterbahnhof blieb. 1973 hatte Golda Meʾir Planungen, eine U-Bahn im Gusch Dan zu erbauen, in Auftrag gegeben, die wegen finanzieller und politischer Schwierigkeiten nicht realisiert werden konnten.
Ideen und Planungen für einen schienengebundenen Nahverkehr mündeten 1991 in die Studie מערכת עורקית לתחבורה ציבורית במטרופולין תל-אביב ‚System der Hauptadern des öffentlichen Verkehrs in der Metropole Tel Aviv‘, verfasst von der Dan Dotan – Tichnun uFittuach Tachburah BaʿA"M und herausgegeben von der Stadtverwaltung Tel Aviv und der Busgesellschaft Dan. Darin ist für eine rot markierte Linie in ‹Alternative I› des ÖPNV-Systems der Metropole ein Verlauf vorgeschlagen, der fast identisch mit der inzwischen errichteten Bahnstrecke der Roten Linie ist. In der damaligen Planung war kein Abschnitt der Linie als Untergrundbahn geplant und südlich Saronas sollte die Linie von der Derech Begin westwärts durch den Rechov haChaschmonaʾim führen, um dann durch den Rechov Jehudah HaLevi parallel zu den Sderot Rothschild das Viertel Lev Tel Aviv zu bedienen.
Im Jahre 1996 wurden schließlich die staatliche NTA (נֶתַ"ע - נְתִיבֵי תַּחְבּוּרָה עִירוֹנִיִּים בָּעָ״מ NeT″ʿA – Nətīvej Tachbūrah ʿĪrōnijjīm BaʿA"M, deutsch ‚Urbane Verkehrswege GmbH‘) gegründet, deren erste Hauptaufgabe darin bestand, erneut eine Machbarkeitsstudie anzufertigen und verschiedene Streckenverläufe für ein Nahverkehrssystem im Großraum Tel Aviv zu prüfen. Nach dreijähriger Arbeit wurde 1999 beschlossen, die Rote Linie als erste Strecke des Stadtbahnsystems Danqal zu errichten. Im Ergebnis sah diese Projektstudie 34 Stationen vor, eine mehr als die Pläne von 1991. Gegen den Widerstand von Tel Avivs Bürgermeister Ron Chuldai, der eine reine U-Bahn favorisierte, verläuft die Rote Linie überwiegend oberirdisch, wie auch die Grüne Linie sogar komplett als Straßenbahn verkehren wird.
In Vorbereitung auf den Betrieb der Roten Linie richtete die Busgesellschaft Dan in Zusammenarbeit mit dem israelischen Verkehrsministerium im August 2014 die Bus-Linie 1 ein. Die Linie 1, die mit Gelenkbussen (wie bei der Metronit Haifas) bedient wird, führt vom Nissenboim-Terminal am städtischen Stadion in Bat Jam im Süden zum Merkaz ʿAzriʾeli im nördlich benachbarten Tel Aviv und weiter über die Jabotinsky-Achse nach Petach Tiqwah, wo sie an der Tachanah Merkasit (d. h. ZOB) endet, womit die Linie 1 auf einem beträchtlichen Teil ihrer Route parallel zur künftigen Roten Linie verkehrt. Nach dem gleichen Muster richtete Dan im August 2015 mit der Linie 189 eine zur künftigen Grünen Linie parallel verkehrende Busverbindung ein. Ziel ist es, die Öffentlichkeit auf die Danqal-Linien vorzubereiten und sie daran zu gewöhnen, wie sich eine dauerhafte Lösung für diese Strecke künftig darstellen wird.

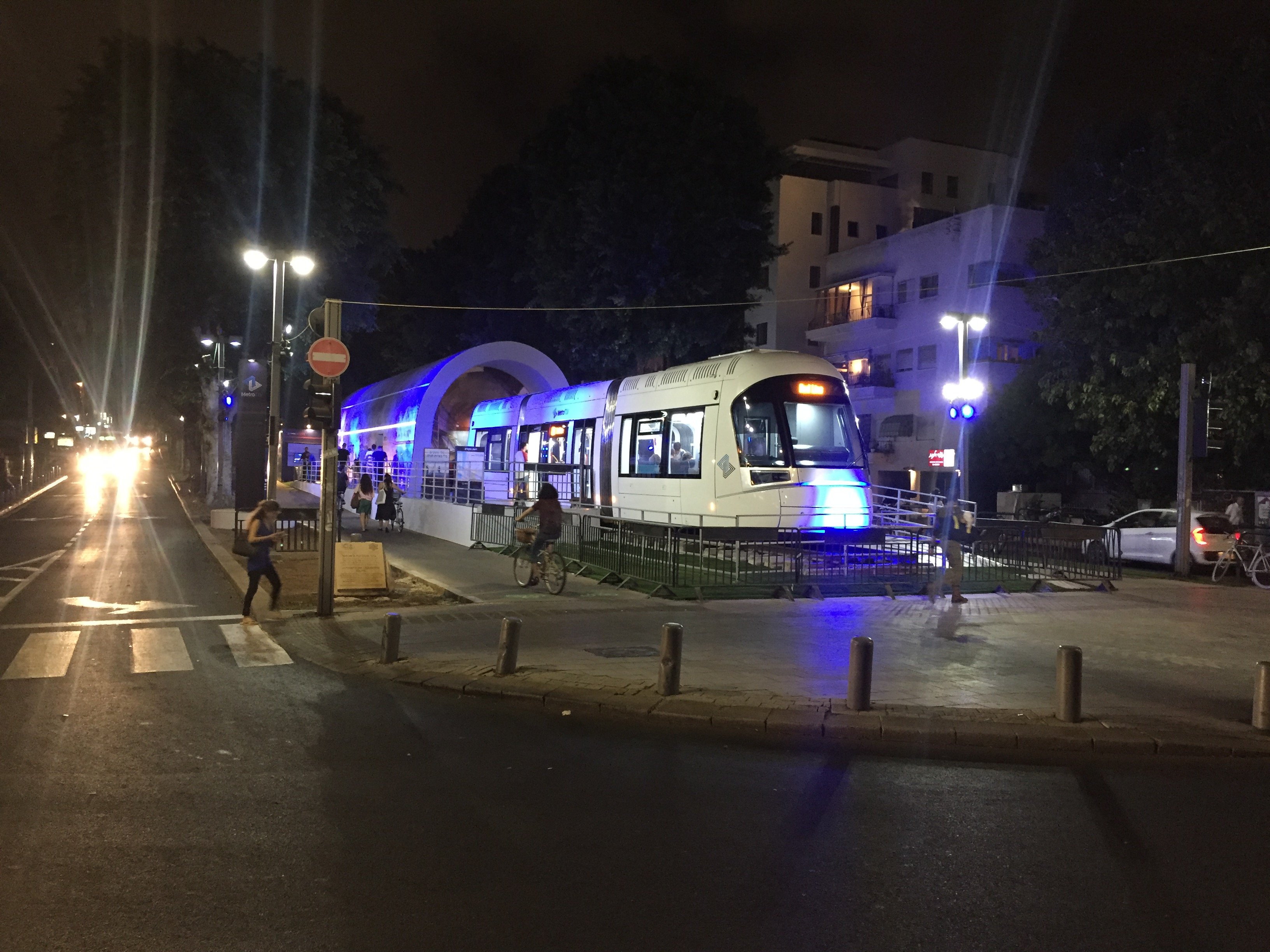
Präsentation eines Modellzugs auf den Sderot Rothschild, September 2017

Anders als die Metronit haben Busse in Tel Avivs dichten Innenstadtverkehr an Ampeln weder Vorrang noch fahren sie auf ausgewiesenen Busspuren abgesehen von Abschnitten in den Außenbereichen ihrer Route auf der Jabotinsky-Achse in Petach Tiqwah, den Sderot Jeruschalajim in Jaffa und in Bat Jam auf den Straßen Rechov Balfour und Rechov Herzl. Obwohl die Frequenz im Hauptverkehr einem dichten Takt folgt, beklagen viele Fahrgäste, dass die Busse auf der Linie manchmal Haltestellen auslassen, in Stoßzeiten extrem überfüllt sind und häufig in Staus feststecken, weshalb die Linie 1 zu den zehn schlechtesten Linien Israels zählt. Im September–Oktober 2017 wurde auf den Sderot Rothschild ein Danqal-Fahrzeug der breiten Öffentlichkeit zur inneren und äußeren Betrachtung präsentiert. Auch das Logo des Danqal sowie Stationsbänke und Wartehäuschen wurden gezeigt.

### Ausschreibungen für die Rote Linie

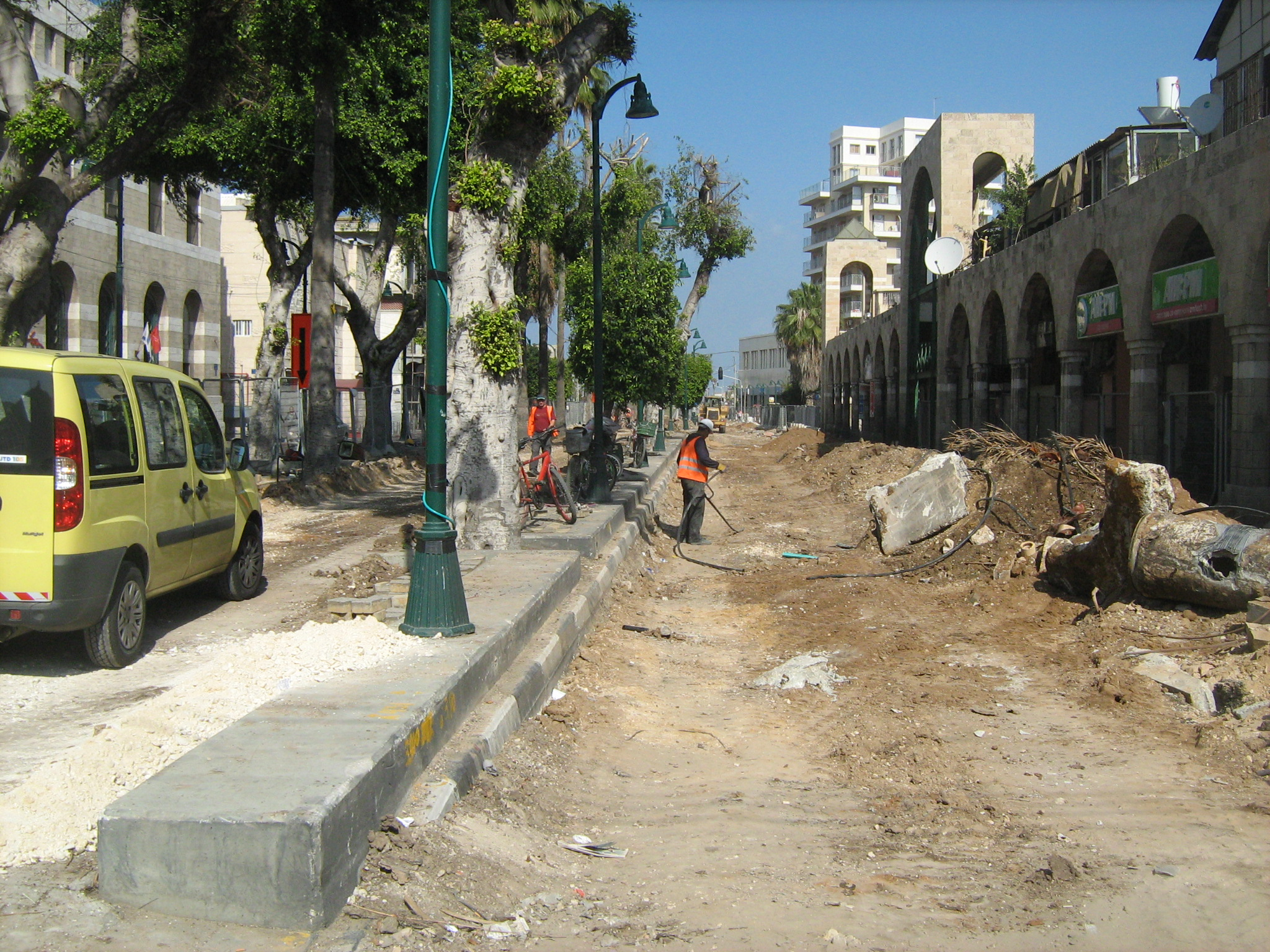
Sderot Jeruschalajim: Arbeiten am Unterbau für Gleise auf Höhe des Tel Aviver Theaters Gescher (li.), 2009

Die ursprüngliche Ausschreibung sah vor, dass der Gewinner für eine Finanzierung nach dem Betreibermodell sorgt, wobei er die Anlagen auftragsgemäß errichtet und für eine konzessionierte Frist betreibt, um bei deren Ablauf sie sämtlich dem Staat zu überlassen. Im Falle der Danqal-Linien belief sich die Frist auf 32 Jahre, davon fünf für den Bau und die übrigen 27 für den Betrieb der Bahnstrecke. Im Fall des Danqal garantierte der Staat dem Konzessionär, hier konkret das Konsortium MTS (Mass Transportation Solution Group mit Beteiligung von Egged, Siemens, HTM Personenvervoer, Soares da Costa und China Civil Engineering Construction Corporation (CCECC)), Mindesteinnahmen, falls das Fahrgastaufkommen die Prognose nicht erfülle. Sollte es andererseits die gesteckten Erwartungen übertreffen, wäre der Staat prozentual am Gewinn der Betreibergesellschaft beteiligt. Die Prognosen gingen von 100–120 Millionen Passagieren per annum im Jahr 2020 aus. Im Jahre 2021 wird die täglich zu erwartende Zahl der Fahrgäste auf der Roten Linie auf 240 000 geschätzt.
Nach Vertragsschluss im November 2007 hatte die MTS zunächst ein halbes Jahr Zeit, die Finanzierung der vereinbarten Investitionssumme über 7,2 Milliarden Neue Scheqel (NIS) auf die Beine zu stellen, was aber die einsetzende Weltfinanzkrise erschwerte, weil die Finanziers Bayerische Landesbank, KfW und Royal Bank of Scotland nach Verlusten in der Subprime-Krise in Folge von Fehlspekulationen ihrerseits die in Aussicht gestellten Kredite über rund 1,4 Milliarden € verwehrten. Die zur Gesamtsumme noch fehlenden zwei Milliarden Neue israelische Scheqel (NIS) sollte ein israelisches Finanzkonsortium unter der Führung der Bank Leʾummi bereitstellen. Nach drei gewährten Aufschüben (bis September 2008, bis Januar 2009 und zuletzt bis April jenes Jahres) gab die MTS ihre Konzession mangels Finanzierung zurück. Auch auf Bemühen bei der staatlichen KfW im Jahre 2010 durch die deutsche Bundesregierung hin, kam die notwendige Finanzierung von 1,7 Milliarden € nicht mehr zu Stande.
Notgedrungen sprang die israelische Öffentliche Hand ein und beauftragte die NTA als zentrale Stelle für Ausschreibungen, Auftragsvergabe und Vertragskontrolle. Am 14. August 2011 meldete die Firma Danya Cebus, Tochter der afrikanischen Africa Israel Group, dass sie die NTA-Ausschreibung zum Bau von Startschächten über 100 Millionen NIS zur Vorbereitung des Tunnelbaus an der Zweigstrecke via Gescher Em haMoschavot nach Qirjat Arjeh gewonnen habe. Nach einiger Zeit der Einarbeitung schrieben die NTA am 12. Januar 2012 die Tunnelarbeiten für Rote und Grüne Linie international aus. Die Aufträge waren bis 2015 an die Gewinner der Ausschreibungen zu vergeben und die Arbeiten noch im gleichen Jahr zu beginnen.
Den Auftrag, die als unterirdischer Turmbahnhof und Zivilschutzbunker zu errichtende Umsteigestation Carlebach zu bauen, schrieben die NTA im November 2014 aus mit Bieterschluss bis März 2015. CCECC und Danya Cebus gewannen dieses Verfahren und die Ausschreibung zum Bau der Tunnel und Stationen nordöstlich vom Untergrundbahnhof Carlebach. Den Zuschlag für den Bau der Untergrundstrecke und -bahnhöfe südwestlich davon erhielten im gleichen Jahr China Railway Tunnel Group (CRTG) und Solel Boneh.
Die Minrav Handassah gewann die Ausschreibung für das etwa einen Kilometer lange Streckenstück aus südwestlichem Ende der Tunnelstrecke (zwischen Rechov Pinnes und Gescher Chelouche) einschließlich der Station Elifelet im Einschnitt und folgender Steigung auf ebenerdiges Niveau bis hin zum Rechov Jechesqʾel Koifman, wie am 14. Mai 2017 gemeldet wurde.
Am 2. August 2017 wurde bekanntgegeben, dass das Konsortium Tevel (an dem Egged Hachsaqot 51 %, die Shenzhen Metro 30 % und die CCECC 19 % halten) die Ausschreibung für den Betrieb der Stadtbahn Tel Aviv gewann.
Im November 2016 gingen Gebote zur NTA-Ausschreibung für Anlage und Installation von Elektro-, Computer-, Kommunikations- und Signalsystemen ein. Parsons Brinckerhoff, Beratungsunternehmen der NTA, veranschlagte dazu 2,5 Milliarden NIS, während die Bieter nur höhere Ansätze für machbar hielten, wie die Partner Alstom und Minrav Handassah mit einem Gebot über gut 4 Milliarden NIS bzw. die Gruppe aus Colas Rail, Schappir Handassah we-Taʿassijjah, Systra und Thales Group mit 5,5 Milliarden NIS zu erkennen gaben.
Die Vergabe unterblieb zunächst, bis die NTA am 1. August 2017 die Anlagen (Oberleitungen, Stromversorgung, Wartung) einerseits und Signal- und Kommunikationstechnik andererseits separat ausschrieben. Letztere, Signalanlagen an Gleisen, in Zügen und Räumen der baulichen Infrastruktur, wie auch Steuerungs- und Überwachungskomponenten im Zug, ebenfalls die Abstimmung mit Ampeln im Straßenverkehr oder den Wechsel auf automatisches Fahren im Tunnel umfassend, gewann Alstom wie am 1. Oktober 2017 bekannt wurde. Für die ausgeschriebenen elektrischen Installationen boten CRTG, Deutsche Bahn AG (Integrationsmanagement) und China Railway Electrification Bureau (EEB) gemeinsam am 19. Februar 2018.

## Entwicklung und Bau
Die vorausgehenden Entwurfsarbeiten für die Rote und die Grüne Linie erledigte bis 2006 die kanadische Ingenieurfirma Delcan Corporation. Die NTA leisteten ab 2005 vorbereitende Arbeiten wie Beräumung der künftigen Baustellen oder Anlage von Zufahrten in auszuhebende Baugruben. Als erste Baumaßnahme begann in Petach Tiqwah auf der Jabotinski-Achse am 10. April 2008 der Bau einer vom Individualverkehr getrennten Trasse, teils im Einschnitt, für die Rote Linie, die bis zu deren Fertigstellung als Busspur im ÖPNV genutzt wird. Bauarbeiten an der Strecke begannen in Tel Aviv im Frühjahr 2009 und ihre Inbetriebnahme war ursprünglich für 2013 geplant, verspätete sich aber, da das Konsortium MTS, das ursprünglich die Ausschreibung gewonnen hatte, mangels Finanzierung den Auftrag gar nicht angehen konnte.
Die Regierung beauftragte im Dezember 2010 die NTA unter Leitung Michael Ratzons das Projekt zur Fertigstellung zu bringen. Die NTA legten einen Projektplan mit einem Budget von 10,7 Milliarden NIS bei vollständig staatlicher Finanzierung vor, was gegenüber den 7,2 Milliarden NIS im Ansatz der MTS eine Steigerung darstellte, und einen Zeitplan, der 2017 als Datum für die Inbetriebnahme der Roten Linie vorsah, was später auf 2021 verschoben wurde.
Die beauftragten NTA gaben 2013 bekannt, dass Zeit- und Kostenpläne des Projekts überschritten würden und das Projektbudget mit 14,6 Milliarden NIS die 2010 geplanten Summen überschreiten wird. Im Februar 2021 wurde die Eröffnung in Folge des Ausfalls auf Corona positiv-getesteter oder gar daran erkrankter chinesischer Beschäftigter noch einmal auf November 2022 verschoben. Ende Juli 2021 wurde bekannt, dass der Betrieb der Linie auf Grund einer vor Jahren verzögerten Systemausschreibung auf Ende 2022 verschoben werden musste.
Im März 2022 schließlich verlegte der Danqal wegen signaltechnischen Schwierigkeiten die Eröffnung auf Mitte 2023. Die Probleme bei der Signaltechnik sollen gelöst werden, um am Jom ha-ʿAtzmaʾut, den 26. April 2023, den Betrieb aufzunehmen, wie Verkehrsministerin Miri Regev ankündigte. Da sich die Signaltechnik-Software der Alstom bislang nicht störungsfrei in die übrige Computertechnik einbinden lässt, ist der 26. April wohl nicht zu halten, neue Eröffnungstermine könnten im Mai sein, eventuell auch nur für eine Teilstrecke.

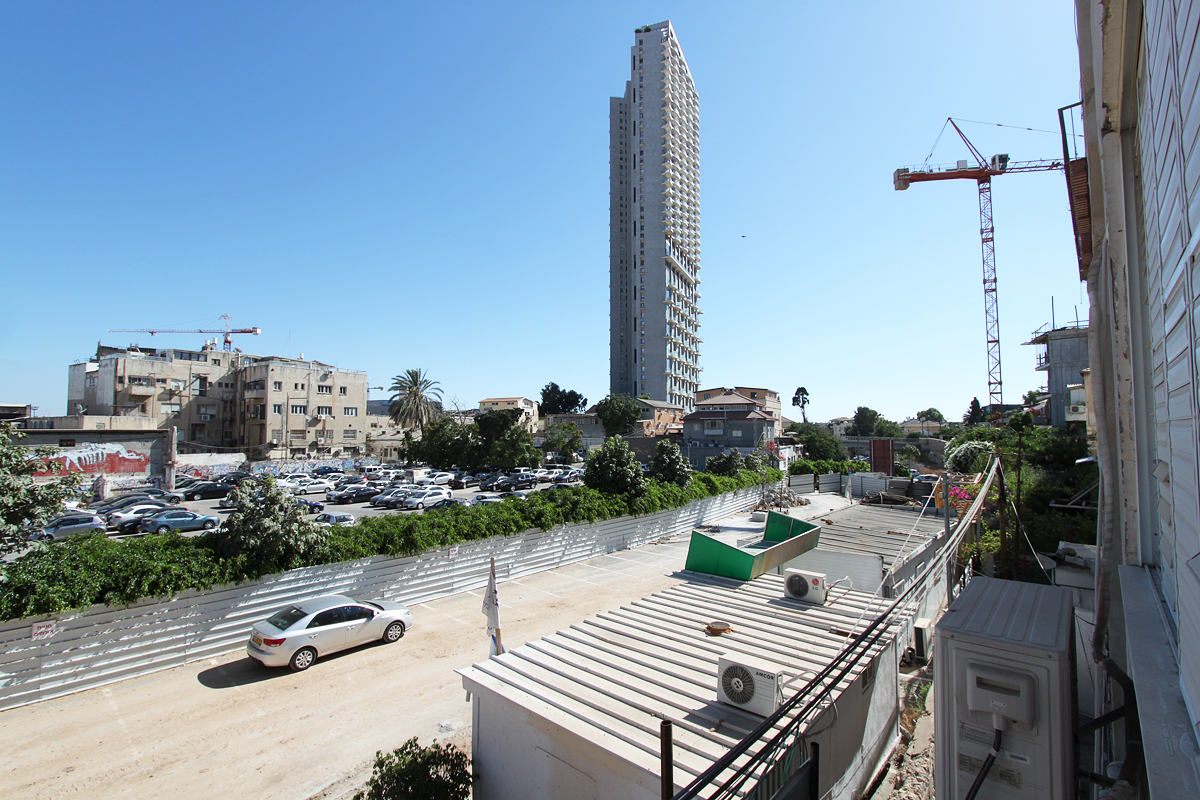
2011: Geräumte Trasse der J&J-Linie neben dem Parkplatz Chanjon Beit Romano

In Zukunft ist es möglich, dass die Rote Line bis nach Rischon LeZion zum dortigen Bahnhof Moscheh Dajjan an der Bahnstrecke Tel Aviv–Pleschet verlängert wird. Miri Regev, seinerzeit Verkehrsministerin, stellte Ende Mai 2021 Planungen vor, die Rote Linie um 6,5 Kilometer nach Osten bis Rosch haʿAjin zu verlängern, wozu es aber noch langwieriger Beschluss- und Genehmigungsverfahren bedürfe.
Die NTA gliederte den Baufortgang in fünf Phasen (jeweils mit Datum des Abschlusses):
- Phase 1: Aushub dreier Baugruben (auf dem Parkplatz Gallei Gil חַנְיוֹן גַּלֵּי גִּיל, Ramat Gan; auf stillgelegter Gleistrasse der J&J-Linie, zuletzt genutzt als Parkplatz Chanjon Beit Romano beim Rechov Herzl);[43] und Beschaffung von Tunnelbohrmaschinen, TBM (geplant bis 2013)
- Phase 2: Tunnelzufahrten und Stahlkammern nahe den Stationen Aharonowicz und Gescher Em haMoschavot (geplant bis 2014)
- Phase 3: Tunnelbau (geplant bis 2015)
- Phase 4: Zugangsbauten und Innenausbau der Untergrundbahnhöfe (geplant bis 2016)
- Phase 5: Eisenbahnsignal- und Gleisbau (geplant bis 2017)

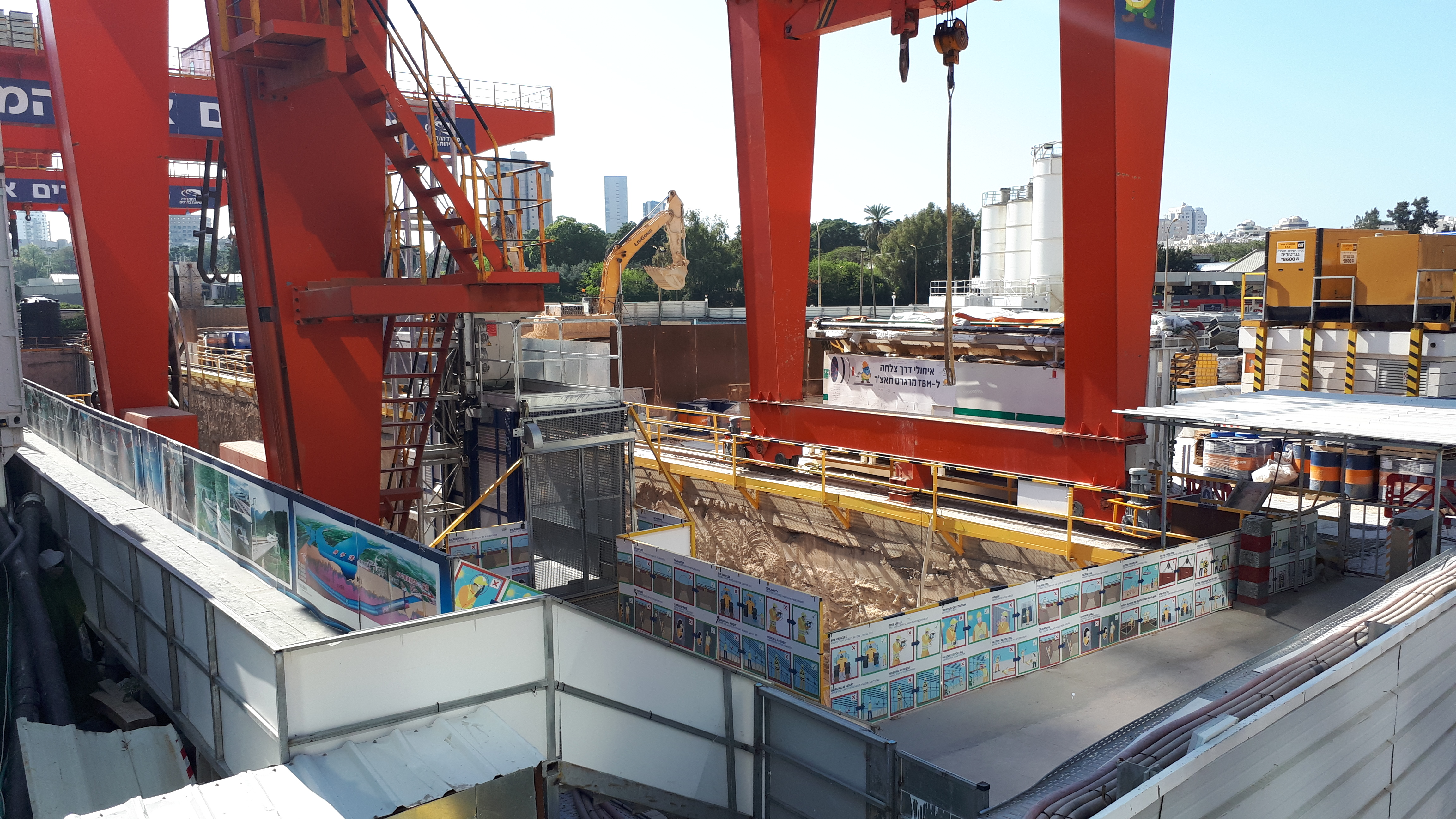
Gallei-Gil-Startschacht mit Kran, um die TBM Maggie hinabzulassen, März 2018

### Tunnelbau

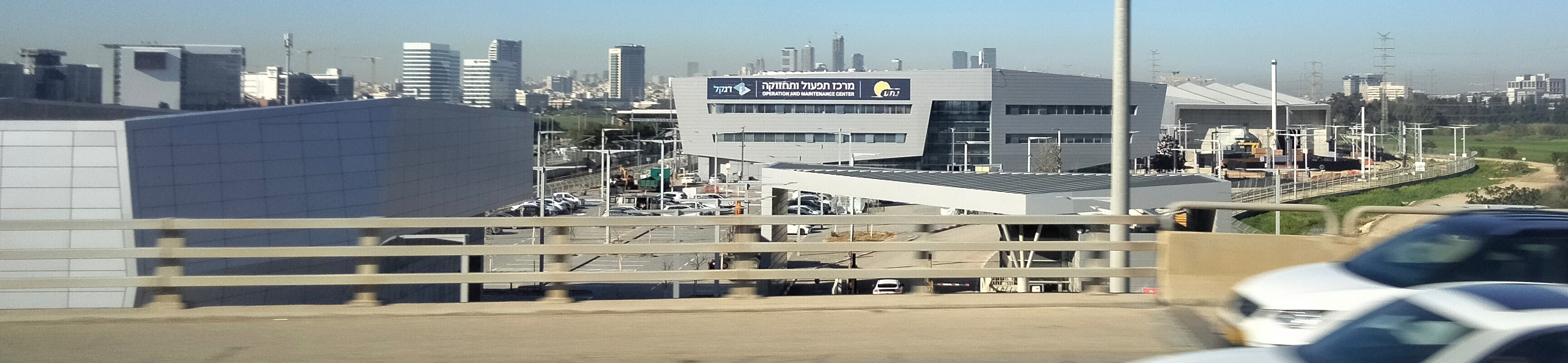
Depot Qirjat Arjeh von der Brücke der Derech Sevulon Hammer über die Jarqonbahn, 2022

Obwohl gegen Ende 2011 binnen dreier Monate zwei Herrenknecht-Tunnelbohrmaschinen (TBM) via Spanien importiert waren, ließ ihr Einsatz, der geschätzt 14 Monate dauern sollte, noch auf sich warten, denn die Baulose im Tunnelbau wurden erst am 12. Januar 2012 ausgeschrieben und die Bauarbeiten erst am 2. August 2015 begonnen. Ab 1. April 2016 wurde die Derech Begin im Bereich um die Einmündung des Rechov Carlebach für den Straßenverkehr gesperrt, um die Straßenüberführung Gescher Maʿariv nahe dem später abgetragenen Verlagshaus Beit Maʿariv (1957–2019) abzureißen und damit Platz für die Baugrube des zu bauenden unterirdischen Umsteigebahnhofs Carlebach zu schaffen.
Weicher Boden und andere geologische Probleme stellten die Ingenieure im Tunnelbau vor schwierige Aufgaben. Für den Schildvortrieb der Tunnelstrecken kamen zeitgleich acht Tunnelbohrmaschinen zum Einsatz, davon sechs aus China, die jeweils paarweise die parallelen Röhren für beide Fahrtrichtungen auffuhren. In Ramat Gan ließen Solel Boneh und China Railway Tunnel Group (CRTG) am 19. Februar 2017, etwa vier Monate früher als geplant, das erste Maschinenpaar mit den Spitznamen Golda und Maggie (nach Golda Meʾir und Margaret Thatcher) in den Startschacht ab, dem ein Teil des Parkplatzes Chanjon Gallei Gil hatte weichen müssen.
Golda und Maggie arbeiteten sich in südwestlicher Richtung unterm Ajjalon-Korridor im Bett des gleichnamigen Flusses flankiert von RI-Hauptlinie und vielstreifigem Ajjalon-Schnellweg (Kvisch ) hindurch in Richtung Station Arlosoroff und weiter unter der Derech Begin. Am 5. März wurde der Zugverkehr auf der Hauptlinie am Bahnhof Tel Aviv HaSchalom für drei Tage unterbrochen, da die Tunnelbohrungen die Stabilität von Bahnhof und -strecke gefährdeten. Am 9. März ging der Bahnhof wieder in Betrieb. Ende Februar 2017 wurde im Bereich der künftigen Station Jehudit die östliche Fahrbahn der Derech Begin für den Verkehr gesperrt und auch dort begann der Tunnelbau.
Im Mai 2017 wurden das nächste Maschinenpaar (Rosa, benannt nach Rosa Parks, und Wonder Woman) eingesetzt, das von der Gallei-Gil-Baugrube den Vortrieb ostwärts zur Station Ben Gurion in Bnei Braq aufnahm. Das dritte Maschinenpaar setzten CRTG und Solel Boneh in den Startschacht im Bereich des Chanjon Beit Romano auf der Trasse der hier stillgelegten J&J-Line nahe dem Rechov Herzl, um von dort aus zwei Röhren bohrend nordostwärts unter Rechov Jehudah HaLevi mit künftiger Station Allenby, unter Rechov haRakkevet und weiter unter der Derech Begin bis zum Umsteigebahnhof Carlebach vorzustoßen. Nach Abschluss der Tunnelarbeiten wurde beide Tunnelbohrmaschinen an der künftigen Station Carlebach herausgeholt und nach Petach Tiqwah verbracht, um westlich der Station Shenkar unter der querenden Autobahn Kvisch  beginnend die zwei Tunnelröhren Richtung Bnei Braq aufzufahren. Diese Röhren münden in Richtung Westen in einer Stahlkammer östlich der Station Aharonowicz der Tunnels zwischen Station Ben Gurion und Qirjat Arjeh, wie die Stahlkammer südlich des Gescher Em haMoschavot für die Anbindung in Richtung Depot dient.

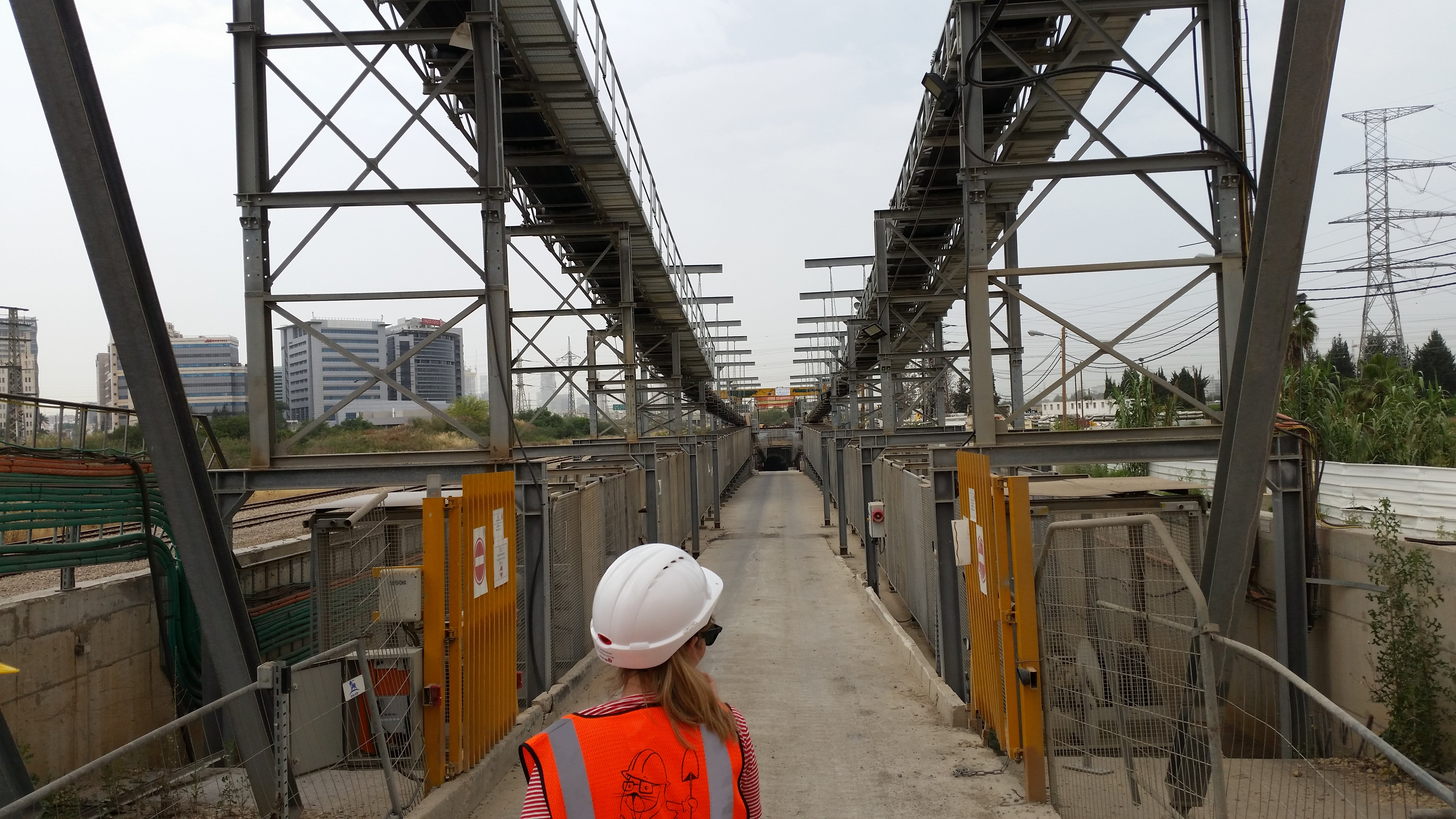
Am Depot Qirjat Arjeh: Förderbänder transportieren den Abtrag aus den Röhren und aufgeständert weiter zum Gütergleisanschluss, 2018

Das vierte Maschinenpaar, die Tunnelbohrmaschinen von Herrenknecht, begann am Depot Qirjat Arjeh in Petach Tiqwah und grub sich in zwei parallelen Röhren 2,7 Kilometer nach Südwesten, um sich mit dem von Ramat Gan entgegen kommenden Paar an der Station Ben-Gurion zu treffen. Auf seinem Weg durchquerten die TBMn Stahlkammern unter dem Grundwasserniveau in 38 Metern Tiefe am Gescher Em haMoschavot, für deren Anlage das Konsortium aus China Civil Engineering Construction Corporation (CCECC) und Danya Cebus mit Hilfe von Schlitzwandfräsen Zugang in den Untergrund geschaffen hatte. Das vierte Maschinenpaar verließ am 4. Februar 2019 nach Fertigstellung des Tunnelabschnitts auf Höhe der künftigen Tachanat Ben-Gurion den Untergrund wieder per Startschacht. Am 17. Februar 2020 begannen in dieser Station die Bauarbeiten an der Bahnsteigebene, um die Verlegung der Gleise einzuleiten. Am 20. Mai 2020 war die Decke der Station zur Erdoberfläche fertiggestellt und der Straßenraum darüber wieder hergerichtet.

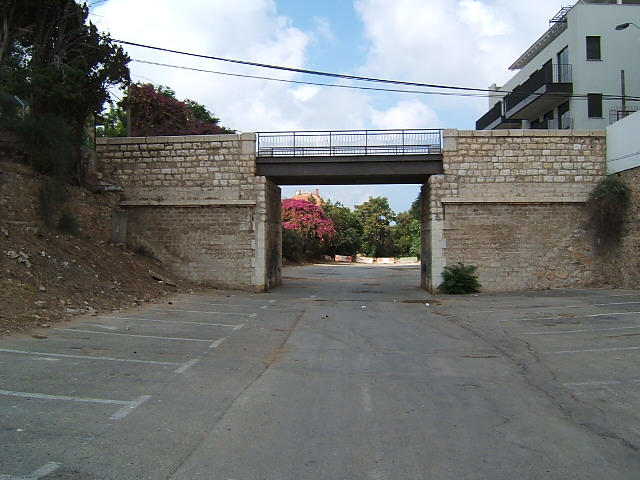
Gescher Chelouche über die Trasse der abgebauten J&J-Linie mit Parkplätzen, 2007

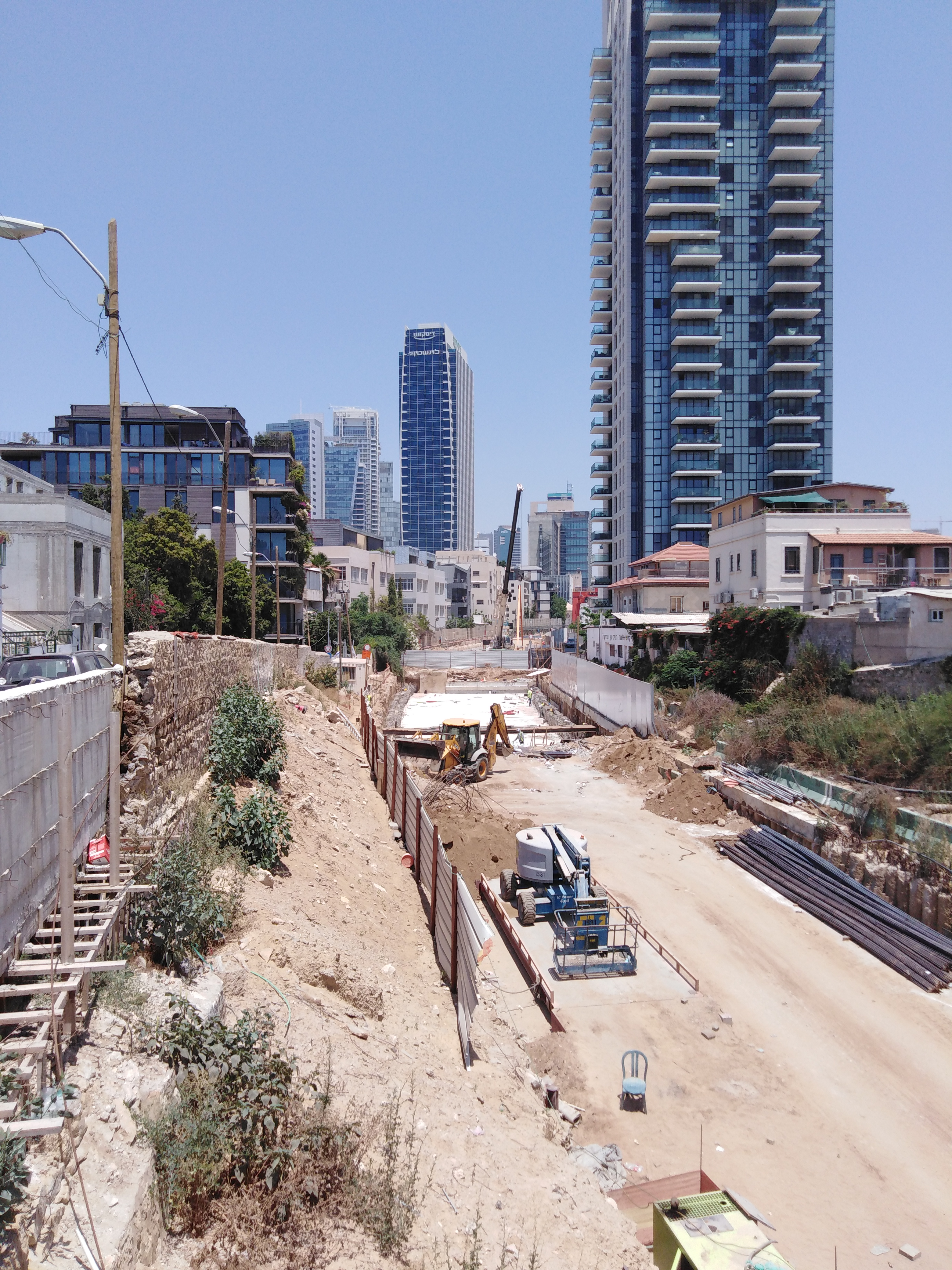
Juni 2019: Tunneldecke im Bahneinschnitt zwischen Neweh Zedeq (li.) und Walhalla (re.) vor Renaturierung als Park haMesillah

Der Plan, die Rote Linie ebenerdig durch den Gleiseinschnitt des stillgelegten südwestlichen Endes der J&J-Linie zu führen, also 70 Jahre nach der Aufgabe 1948 hier wieder Bahnverkehr aufzunehmen, wurde 2017 zu Gunsten einer Untertunnelung aufgegeben. In Vorbereitung darauf wurden im August 2018 die Brücken Gescher Nechuschtan und der osmanische Gescher Aharon Chelouche zwischen den Vierteln Neweh Zedeq (im Norden) und Walhalla bzw. Amerikanisch-Deutscher Kolonie (im Süden) behutsam abgetragen, um sie nach Abschluss der Arbeiten originalgetreu wieder aufzubauen. Den Tunnel unter der Trasse im Gleiseinschnitt der stillgelegten Strecke wurde in offener Bauweise errichtet, zwischen Rechov Herzl und Rechov Pinnes durch die CRTG und daran anschließend bis zur südwestlich nächsten Station Elifelet durch die Firma Minrav Handassah.
Im August 2019 meldeten die NTA, dass alle Tunnelarbeiten der Roten Linie abgeschlossen seien. Alle Tunnelbauten wurden laut NTA so angelegt und hergerichtet, dass es, sofern Bedarf bestehen wird, möglich sein wird, sie unterirdisch um neue Untergrundstrecken zu erweitern. Bis zum 16. März 2020 waren alle Tunnelbohrmaschinen zerlegt und abtransportiert. Am 22. Februar 2020 begannen die Arbeiten an der unterirdischen Passage, die im Bahnhof Petach Tiqwah – Qirjat Arjeh den bestehenden Halt der Jarqonbahn mit dem entstehenden der Roten Linie verbindet.

### Bau oberirdischer Anlagen

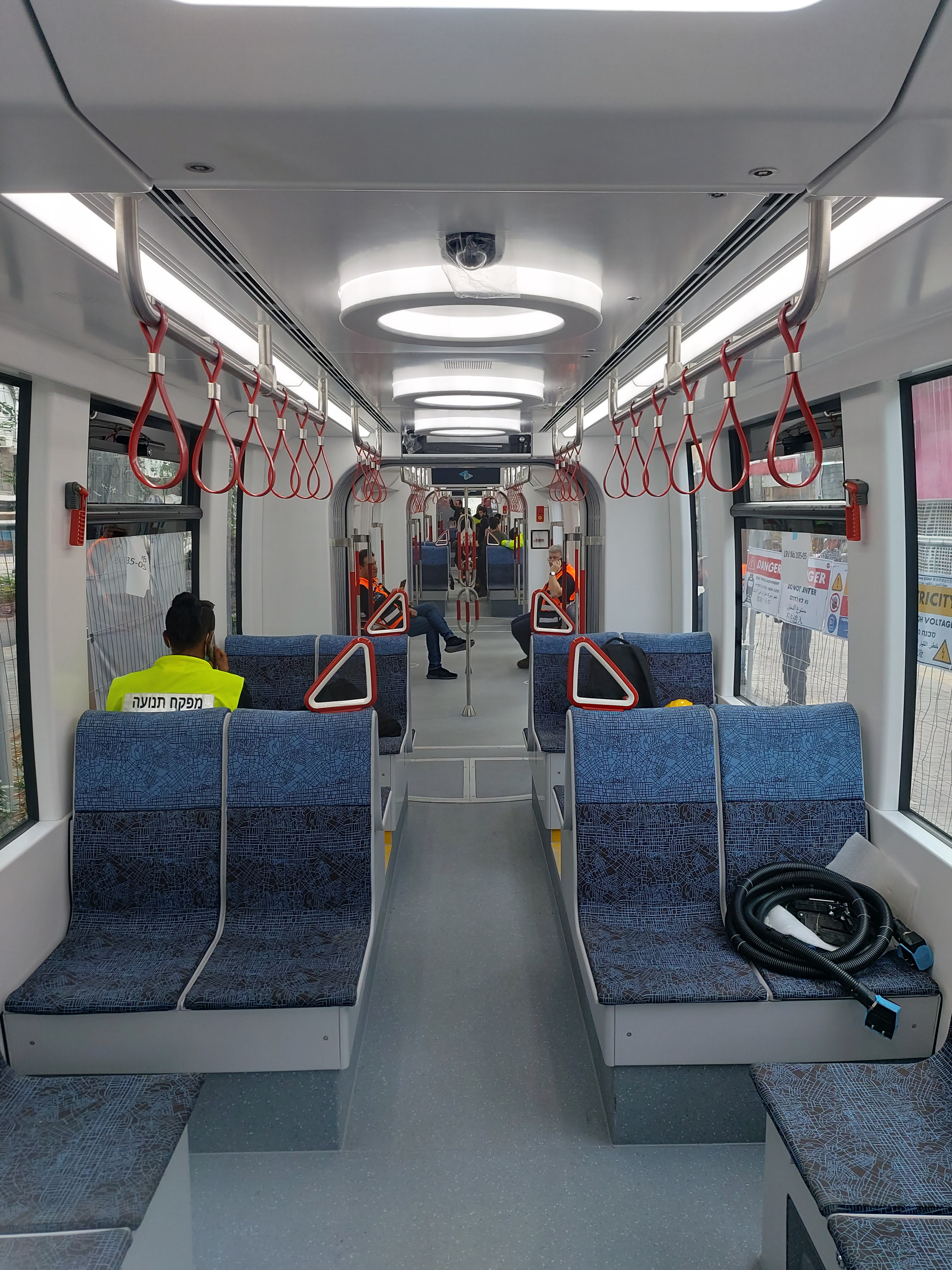
Inneres eines Zugs auf Testfahrt am 21. November 2022

Der Bau der Danqal-Werkstätte Depot Qirjat Arjeh am gleichnamigen Bahnhof der Jarqonbahn im Norden Petach Tiqwahs begann 2010. Sie liegt nördlich der Jarqonbahn, während ihr Standort 1991 noch für die Südseite geplant war. Im Jahre 2011 begannen Bauten an drei Startschächten für den Tunnelbau an der Zweigstrecke zwischen dem Hauptstrang und Qirjat Arjeh. In den Jahren 2013 und 2014 liefen außer diesen fortlaufenden Arbeiten an Startschächten keine neue Bauarbeiten.

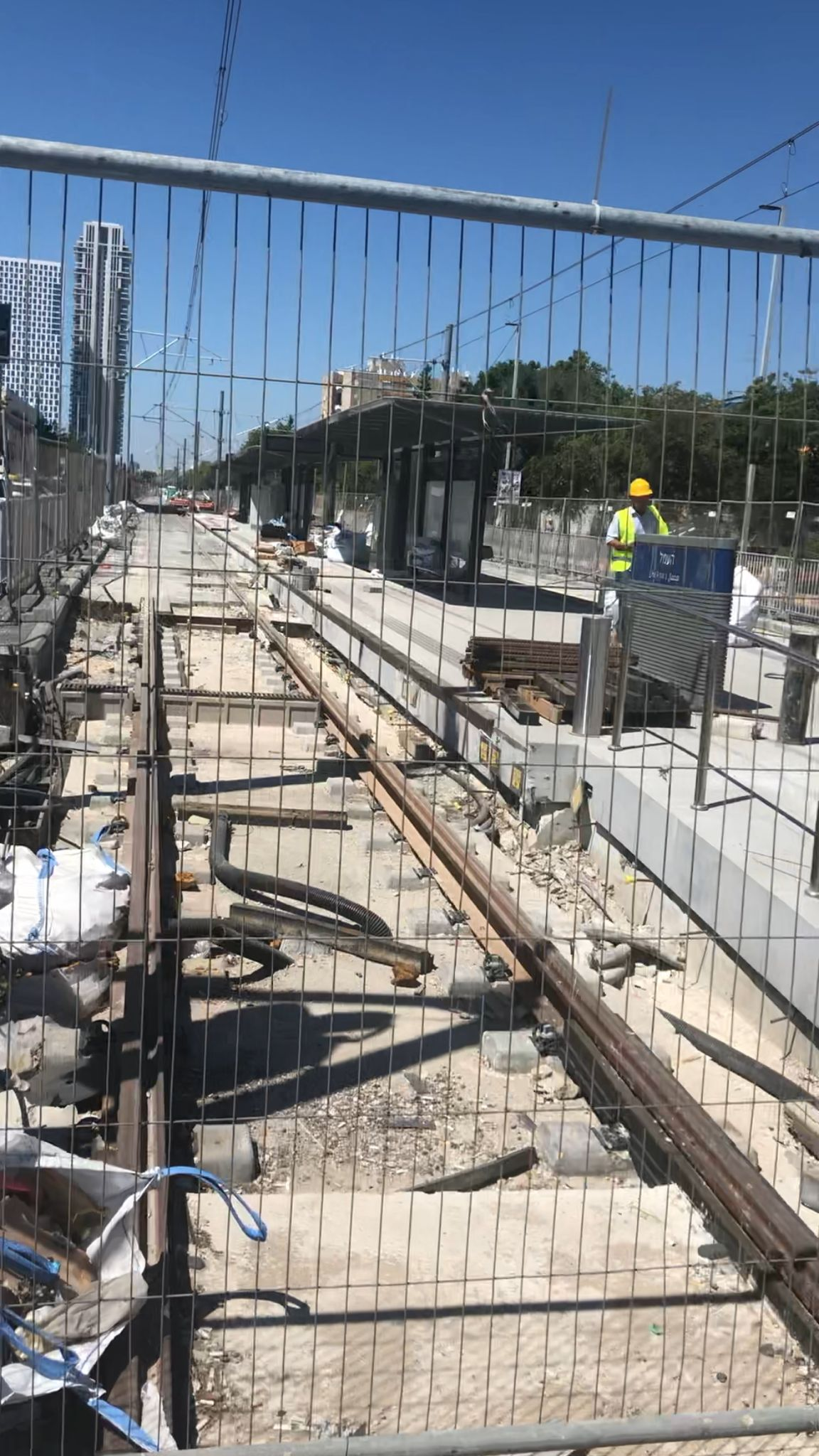
Gleisbau an der Tachanat heʿAmal in Bat Jam, September 2021

Im Mai 2019 begann der Gleisbau in den Sderot Jeruschalajim, wozu diese bis zum Abschluss des Projekts vollständig gesperrt wurden. In Bat Jam verlegten die NTA ab Februar 2020 die ersten Gleise, was sich noch bis 14. April jenes Jahres hinzog. Die Gleise auf den gesamten 24 Kilometern Strecke sind mit elastischen wasserdichten Schienenverbindungen versehen, die jeweils temperaturbedingte Dehnungen von bis zu zwei Millimetern zulassen.
Das Verkehrsministerium bezuschusste mit 50 Millionen NIS den vorgezogenen und beschleunigten gleis- und signaltechnischen Umbau von 51 Kreuzungen entlang der niveaugleichen Streckenabschnitte der Roten Linie im Straßenraum in Bat Jam, Jaffa und Petach Tiqwah für den Bahnbetrieb, um den Rückgang des automobilen Individualverkehrs in Folge von Maßnahmen zur Pandemie-Eindämmung sinnvoll zu nutzen, was bis Januar 2021 dauern sollte, wie die NTA am 20. März 2020 mitteilten. Am 13. November 2020 nahm der Straßenverkehr nach etwa fünfjähriger Sperrung für Bahnarbeiten den Rechov Jehudah HaLevi wieder in Besitz.
Im Mai und Juni wurden Testfahrten in Petach Tiqwah durchgeführt. Zwischen Bat Jam und der Station Elifelet verkehrte ein Fahrzeug in den Abmessungen der Danqal-Züge auf Probefahrten, wie im September 2021 berichtet wurde. Dann im Oktober begann die Installation der Oberleitungen von Jaffa bis Bat Jam. Am 21. Oktober 2021 ließen die NTA erste Testfahrten über die gesamte Länge der Strecke durchführen, gefolgt von nächtlichen Probetouren in Petach Tiqwah im März 2022. Am 11. Januar 2022 wurde der Tunnelabschnitt der Station Carlebach für betriebsbereit befunden. Am 13. Januar 2022 wurden Gleisanlagen in den Sderot Jeruschalajim zwischen dem Rechov Dr. Ehrlich und dem Rechov Nachal HaBsor für den Verkehr freigegeben.

## Schienenfahrzeuge
Im November 2012, mit mehreren Monaten Verspätung, schrieben die NTA den Kauf von 90 Niederflurwagen für die Rote Linie und den Bau zugehöriger elektronischer Systeme über insgesamt 3 Milliarden NIS aus. Im Juni 2014 reichten fünf Unternehmen ihre Gebote ein und die NTA gaben Ende November 2015 China Northern Locomotive & Rolling Stock Industry (CNR) den Zuschlag, 120 Fahrzeuge zu einem Gesamtpreis von 900 Millionen NIS zu liefern. Die CRRC, in der die CNR aufging, liefert fünfteilige Multigelenk-Niederflurbahnen.
Auf den ab 2025 in Bau gehenden reinen Danqal-Untergrundstrecken Metro 1, 2 und 3 werden die gleichen Tramzüge verkehren, wie auf der Roten, Grünen und Violette Linie. Im April 2019 durchliefen erste Züge der Roten Linie Testfahrten bei CRRC in China und im Juli jenes Jahres begann die Ausbildung erster Fahrer. Am 14. November 2019 trafen erste Danqal-Züge im Hafen Haifa ein. Sie und alle nachfolgend angelangten Danqal-Fahrzeuge wurden bis zur Inbetriebnahme in Petach Tiqwah im Depot Qirjat Arjeh untergestellt.

## Betrieb
Nach der Eröffnung der Strecke am 18. August 2023 wird auf der Strecke, nachdem ursprünglich eine Taktung von 3,5 Minuten vorgesehen war, aufgrund bestehender Geschwindigkeitsbeschränkungen ein 6-Minutentakt gefahren.
Derzeit werden auf der Strecke folgende Linien befahren:
- R1: HaQomemijjut - Petach Tiqwah ZOB
- R2: HaQomenijjut - Qirjat Arjeh
- R3: Elifelet - Qirjat Arjeh

## Bibliographie
- Dan Dotan – Tichnun uFittuach Tachburah BaʿA"M (דָּן דֹּתָן - תִּכְנוּן וּפִתּוּחַ תַּחְבּוּרָה בָּעָ״מ): מערכת עורקית לתחבורה ציבורית במטרופולין תל-אביב, עירית תל אביב-יפו und דן אגודה שיתופית לתחבורה ציבורית בָּעָ״מ (Hrsg.), Tel Aviv-Jaffa: דן-דתן תכנון ופיתוח תחבורה בָּעָ״מ, 1991.
- Stefan von Mach: „Stadtbahnbau und ÖPNV in Tel Aviv und im Ballungsraum ‹Gush Dan›“, in: Stadtverkehr: Fachzeitschrift für den öffentlichen Personennahverkehr auf Schiene und Straße, Jg. 63, Nr. 4 (2018), S. 32–37. ISSN 0038-9013.
- Martin Wittke, Patricia Wittke-Gattermann, Walter Wittke: “Red Line Tel Aviv: Planning and Constructing the TBM Tunnels of the Eastern Section” (Part 2), in: Tunnel: Offizielles Organ der STUVA / Official Organ of the STUVA, Jg. 38 (Nr. 5, 2019), S. 24-33. ISSN 0722-6241.
- Martin Wittke, Patricia Wittke-Gattermann, Walter Wittke: „Red Line Tel Aviv: Planung und Bau der TBM-Tunnel des östlichen Streckenabschnitts“ (Teil 1), in: Tunnel: Offizielles Organ der STUVA / Official Organ of the STUVA, Teil 1: Bd. 38 (Nr. 4, 2019), S. 20-27. ISSN 0722-6241.